# 1984
| [ Edytuj tabelę ]                                                | |
| Przewodniczący Rady Państwa                                      | - 1972 Henryk Jabłoński 1985 |
| Premier Polski                                                   | - 1981 Wojciech Jaruzelski 1985 |
| Prezydent Polski na uchodźstwie                                  | - 1979 Edward Bernard Raczyński 1986                                                                                                   |
| Premier rządu RP na uchodźstwie                                  | - 1976 Kazimierz Sabbat 1986 |
| I sekretarz KC PZPR                                              | - 1981 Wojciech Jaruzelski 1989 |
| Prezydent Afganistanu                                            | - 1979 Babrak Karmal 1986 |
| Premier Afganistanu                                              | - 1981 Sultan Ali Kesztmand 1988 |
| Przywódca Albanii                                                | - 1944 Enver Hoxha 1985 |
| Premier Albanii                                                  | - 1982 Adil Çarçani 1991 |
| Prezydent Algierii                                               | - 1979 Szadli Bendżedid 1992 |
| Premier Algierii                                                 | - 1979 Mohamed Ben Ahmed Abdelghani 1984 - 1984 Abdelhamid Brahimi 1988                                                                |
| Współksiążęta Andory                                             | - 1971 Joan Martí i Alanís 2003 - 1981 François Mitterrand 1995                                                                        |
| Premier Andory                                                   | - 1982 Òscar Ribas Reig 1984 - 1984 Josep Pintat-Solans 1990                                                                           |
| Prezydent Angoli                                                 | - 1979 José Eduardo dos Santos 2017 |
| Premier Antigui i Barbudy                                        | - 1981 Vere Cornwall Bird 1994 |
| Król Arabii Saudyjskiej                                          | - 1982 Fahd ibn Abd al-Aziz Al Su’ud 2005                                                                                              |
| Prezydent Argentyny                                              | - 1983 Raúl Alfonsín 1989 |
| Premier Australii                                                | - 1983 Bob Hawke 1991 |
| Prezydent Austrii                                                | - 1974 Rudolf Kirchschläger 1986 |
| Kanclerz Austrii                                                 | - 1983 Fred Sinowatz 1986 |
| Premier Bahamów                                                  | - 1973 Lynden Pindling 1992 |
| Emir Bahrajnu                                                    | - 1971 Isa ibn Salman Al Chalifa 1999                                                                                                  |
| Premier Bahrajnu                                                 | - 1970 Chalifa ibn Salman Al Chalifa 2020                                                                                              |
| Prezydent Bangladeszu                                            | - 1983 Hossain Mohammad Ershad 1990 |
| Premier Bangladeszu                                              | - 1982 urząd zniesiony 1984 - 1984 Ataur Rahman Khan 1986                                                                              |
| Premier Barbadosu                                                | - 1976 Tom Adams 1985 |
| Prezydent Birmy                                                  | - 1981 San Yu 1988 |
| Premier Birmy                                                    | - 1977 Maung Maung Kha 1988 |
| Król Belgów                                                      | - 1951 Baudouin 1993 |
| Premier Belgii                                                   | - 1981 Wilfried Martens 1992 |
| Premier Belize                                                   | - 1981 George Cadle Price 1984 - 1984 Manuel Esquivel 1989                                                                             |
| Prezydent Beninu                                                 | - 1972 Mathieu Kérékou 1991 |
| Król Bhutanu                                                     | - 1972 Jigme Singye Wangchuck 2006 |
| Premier Bhutanu                                                  | - 1964 urząd zniesiony 1998 |
| Prezydent Boliwii                                                | - 1982 Hernán Siles Zuazo 1985 |
| Prezydent Botswany                                               | - 1980 Quett Masire 1998 |
| Prezydent Brazylii                                               | - 1979 João Baptista de Oliveira Figueiredo 1985                                                                                       |
| Sułtan Brunei                                                    | - 1967 Hassanal Bolkiah |
| Przywódca Bułgarii                                               | - 1954 Todor Żiwkow 1989 |
| Premier Bułgarii                                                 | - 1981 Grisza Filipow 1986 |
| Prezydent Burkiny Faso                                           | - 1984 Thomas Sankara 1987 |
| Prezydent Burundi                                                | - 1976 Jean-Baptiste Bagaza 1987 |
| Premier Burundi                                                  | - 1978 urząd zniesiony 1988 |
| Prezydent Chile                                                  | - 1973 Augusto Pinochet 1990 |
| Przewodniczący ChRL                                              | - 1983 Li Xiannian 1988 |
| Premier Chin                                                     | - 1980 Zhao Ziyang 1987 |
| Prezydent Cypru                                                  | - 1977 Spiros Kiprianu 1988 |
| Prezydent Cypru Północnego                                       | - 1983 Rauf Denktaş 2005 |
| Prezydent Czadu                                                  | - 1982 Hissène Habré 1990 |
| Premier Czadu                                                    | - 1982 urząd zniesiony 1991 |
| Prezydent Czechosłowacji                                         | - 1975 Gustáv Husák 1989 |
| Premier Czechosłowacji                                           | - 1970 Lubomír Štrougal 1988 |
| Król Danii                                                       | - 1972 Małgorzata II 2024 |
| Premier Danii                                                    | - 1982 Poul Schlüter 1993 |
| Dalajlama                                                        | - 1940 Tenzin Gjaco |
| Prezydent Dominikany                                             | - 1982 Salvador Jorge Blanco 1986 |
| Prezydent Dominiki                                               | - 1983 Clarence Seignoret 1993 |
| Premier Dominiki                                                 | - 1980 Eugenia Charles 1995 |
| Prezydent Dżibuti                                                | - 1977 Hasan Guled Aptidon 1999 |
| Premier Dżibuti                                                  | - 1978 Barkat Gourad Hamadou 2001 |
| Prezydent Egiptu                                                 | - 1981 Husni Mubarak 2011 |
| Premier Egiptu                                                   | - 1982 Ahmad Fu’ad Muhji ad-Din 1984 - 1984 Kamal Hasan Ali 1985                                                                       |
| Prezydent Ekwadoru                                               | - 1981 Osvaldo Hurtado Larrea 1984 - 1984 León Febres Cordero Ribadeneyra 1988                                                         |
| Przewodniczący Wojskowej Rady Administracyjnej Etiopii           | - 1977 Mengystu Hajle Marjam 1987 |
| Przew. Komisji Europejskiej                                      | - 1981 Gaston Thorn (Luksemburg) 1984                                                                                                  |
| Premier Fidżi                                                    | - 1970 Kamisese Mara 1987 |
| Prezydent Filipin                                                | - 1965 Ferdinand Marcos 1986 |
| Prezydent Finlandii                                              | - 1981 Mauno Koivisto 1994 |
| Premier Finlandii                                                | - 1982 Kalevi Sorsa 1987 |
| Prezydent Francji                                                | - 1981 François Mitterrand 1995 |
| Premier Francji                                                  | - 1981 Pierre Mauroy 1984 - 1984 Laurent Fabius 1986                                                                                   |
| Prezydent Gabonu                                                 | - 1967 Omar Bongo 2009 |
| Premier Gabonu                                                   | - 1975 Léon Mébiame 1990 |
| Prezydent Gambii                                                 | - 1970 Dawda Kairaba Jawara 1994 |
| Prezydent Ghany                                                  | - 1981 Jerry John Rawlings 2001 |
| Prezydent Górnej Wolty                                           | - 1983 Thomas Sankara 1984 |
| Prezydent Grecji                                                 | - 1980 Konstandinos Karamanlis 1985 |
| Premier Grecji                                                   | - 1981 Andreas Papandreu 1989 |
| Premier Grenady                                                  | - 1983 Nicholas Brathwaite 1984 - 1984 Herbert Blaize 1989                                                                             |
| Prezydent Gujany                                                 | - 1980 Forbes Burnham 1985 |
| Premier Gujany                                                   | - 1980 Ptolemy Reid 1984 - 1984 Desmond Hoyte 1985                                                                                     |
| Prezydent Gwatemali                                              | - 1983 Óscar Humberto Mejía Victores 1986                                                                                              |
| Prezydent Gwinei                                                 | - 1958 Ahmed Sekou Touré 1984 - 1984 Louis Lansana Beavogui (p.o.) 1984 - 1984 Lansana Conté 2008                                      |
| Premier Gwinei                                                   | - 1972 Louis Lansana Beavogui 1984 - 1984 Diarra Traoré 1984 - 1984 urząd zniesiony 1996                                               |
| Prezydent Gwinei Bissau                                          | - 1980 João Bernardo Vieira 1984 - 1984 Carmen Pereira (p.o.) 1984 - 1984 João Bernardo Vieira 1999                                    |
| Premier Gwinei Bissau                                            | - 1982 Victor Saúde Maria 1984 - 1984 urząd zniesiony 1991                                                                             |
| Prezydent Gwinei Równikowej                                      | - 1979 Teodoro Obiang Nguema Mbasogo                                                                                                   |
| Premier Gwinei Równikowej                                        | - 1982 Cristino Seriche Bioko 1992 |
| Prezydent Haiti                                                  | - 1971 Jean-Claude Duvalier 1986 |
| Król Hiszpanii                                                   | - 1975 Jan Karol I 2014 |
| Premier Hiszpanii                                                | - 1982 Felipe González 1996 |
| Król Holandii                                                    | - 1980 Beatrycze 2013 |
| Premier Holandii                                                 | - 1982 Ruud Lubbers 1994 |
| Prezydent Hondurasu                                              | - 1982 Roberto Suazo Córdova 1986 |
| Najwyższy przywódca Iranu                                        | - 1979 Ruhollah Chomejni 1989 |
| Prezydent Iranu                                                  | - 1981 Ali Chamenei 1989 |
| Premier Iranu                                                    | - 1981 Mir-Hosejn Musawi 1989 |
| Prezydent Iraku                                                  | - 1979 Saddam Husajn 2003 |
| Premier Iraku                                                    | - 1979 Saddam Husajn 1991 |
| Prezydent Indii                                                  | - 1982 Giani Zail Singh 1987 |
| Premier Indii                                                    | - 1980 Indira Gandhi 1984 - 1984 Rajiv Gandhi 1989                                                                                     |
| Prezydent Indonezji                                              | - 1967 Suharto 1998 |
| Prezydent Irlandii                                               | - 1976 Patrick Hillery 1990 |
| Premier Irlandii                                                 | - 1982 Garret FitzGerald 1987 |
| Prezydent Islandii                                               | - 1980 Vigdís Finnbogadóttir 1996 |
| Premier Islandii                                                 | - 1983 Steingrímur Hermannsson 1987 |
| Prezydent Izraela                                                | - 1983 Chaim Herzog 1993 |
| Premier Izraela                                                  | - 1983 Icchak Szamir 1984 - 1984 Szimon Peres 1986                                                                                     |
| Premier Jamajki                                                  | - 1980 Edward Seaga 1989 |
| Cesarz Japonii                                                   | - 1926 Hirohito 1989 |
| Premier Japonii                                                  | - 1982 Yasuhiro Nakasone 1987 |
| Prezydent Jemenu Południowego                                    | - 1980 Ali Nasir Muhammad 1986 |
| Prezydent Jemenu Północnego                                      | - 1978 Ali Abd Allah Salih 1990 |
| Król Jordanii                                                    | - 1952 Husajn 1999 |
| Premier Jordanii                                                 | - 1980 Mudar Badran 1984 - 1984 Ahmad Ubajdat 1985                                                                                     |
| Prezydent Jugosławii                                             | - 1983 Mika Špiljak 1984 - 1984 Veselin Đuranović 1985                                                                                 |
| Premier Jugosławii                                               | - 1982 Milka Planinc 1986 |
| Prezydent Kamerunu                                               | - 1982 Paul Biya |
| Premier Kamerunu                                                 | - 1983 Luc Ayang 1984 - 1984 urząd zniesiony 1991                                                                                      |
| Przywódca Ludowej Republiki Kampuczy                             | - 1972 Heng Samrin 1992 |
| Premier Republiki Kampuczy                                       | - 1982 Chan Sy 1984 |
| Premier Kanady                                                   | - 1980 Pierre Trudeau 1984 - 1984 John Turner 1984 - 1984 Brian Mulroney 1993                                                          |
| Emir Kataru                                                      | - 1972 Chalifa ibn Ahmad 1995 |
| Premier Kataru                                                   | - 1971 Chalifa ibn Ahmad 1995 |
| Prezydent Kenii                                                  | - 1978 Daniel Moi 2002 |
| Prezydent Kiribati                                               | - 1983 Ieremia Tabai 1991 |
| Prezydent Kolumbii                                               | - 1982 Belisario Betancur 1986 |
| Prezydent Konga                                                  | - 1979 Denis Sassou-Nguesso 1992 |
| Premier Konga                                                    | - 1975 Louis Sylvain Goma 1984 - 1984 Ange Édouard Poungui 1989                                                                        |
| Patriarcha Konstantynopola                                       | - 1972 Dymitr I 1991 |
| Prezydent Korei Południowej                                      | - 1980 Chun Doo-hwan 1988 |
| Premier Korei Południowej                                        | - 1983 Chin Iee-chong 1985 - 1984 Shin Byung-hyun (p.o.) 1985                                                                          |
| Prezydent KRLD                                                   | - 1972 Kim Il Sŏng 1994 |
| Premier KRLD                                                     | - 1977 Ri Jong Ok 1984 - 1984 Kang Sŏng San 1986                                                                                       |
| Prezydent Kostaryki                                              | - 1982 Luis Alberto Monge 1986 |
| Przewodniczący Rady Państwa Kuby                                 | - 1976 Fidel Castro 2008 |
| Emir Kuwejtu                                                     | - 1977 Dżabir III 2006 |
| Premier Kuwejtu                                                  | - 1978 Sad al-Abd Allah as-Salim as-Sabah 2003                                                                                         |
| Prezydent Laosu                                                  | - 1975 Tiao Souphanouvong 1991 |
| Król Lesotho                                                     | - 1966 Moshoeshoe II 1990 |
| Premier Lesotho                                                  | - 1965 Leabua Jonathan 1986 |
| Prezydent Libanu                                                 | - 1982 Amin al-Dżumajjil 1988 |
| Premier Libanu                                                   | - 1980 Szafik al-Wazzan 1984 - 1984 Raszid Karami 1987                                                                                 |
| Prezydent Liberii                                                | - 1980 Samuel Doe 1990 |
| Przywódca Libii                                                  | - 1969 Mu’ammar al-Kaddafi 2011 |
| Premier Libii                                                    | - 1979 Dżad Allah Azzuz at-Talhi 1984 - 1984 Muhammad az-Zarruk Radżab 1986                                                            |
| Sekretarz generalny PKL Libii                                    | - 1981 Muhammad az-Zarruk Radżab 1984 - 1984 Miftah al-Usta Umar 1990                                                                  |
| Książę Liechtensteinu                                            | - 1938 Franciszek Józef II 1989 |
| Premier Liechtensteinu                                           | - 1978 Hans Brunhart 1993 |
| Premier Litwyna emigracji                                        | - 1983 Stasys Antanas Bačkis 1987 |
| Wielki książę Luksemburga                                        | - 1964 Jan 2000 |
| Premier Luksemburga                                              | - 1979 Pierre Werner 1984 - 1984 Jacques Santer 1995                                                                                   |
| Prezydent Madagaskaru                                            | - 1975 Didier Ratsiraka 1993 |
| Premier Madagaskaru                                              | - 1977 Désiré Rakotoarijaona 1988 |
| Prezydent Malawi                                                 | - 1966 Hastings Kamuzu Banda 1994 |
| Prezydent Malediwów                                              | - 1978 Maumun ̓Abdul Gajum 2008 |
| Król Malezji                                                     | - 1979 Ahmad Shah 1984 - 1984 Iskandar 1989                                                                                            |
| Premier Malezji                                                  | - 1981 Mahathir bin Mohamad 2003 |
| Prezydent Mali                                                   | - 1968 Moussa Traoré 1991 |
| Premier Mali                                                     | - 1969 urząd zniesiony 1986 |
| Prezydent Malty                                                  | - 1982 Agatha Barbara 1987 |
| Premier Malty                                                    | - 1971 Dom Mintoff 1984 - 1984 Karmenu Mifsud Bonnici 1987                                                                             |
| Król Maroka                                                      | - 1961 Hassan II 1999 |
| Premier Maroka                                                   | - 1983 Mohammed Karim Lamrani 1986 |
| Prezydent Mauretanii                                             | - 1980 Muhammad Chuna uld Hajdalla 1984 - 1984 Maawija uld Sid’Ahmad Taja 2005                                                         |
| Premier Mauretanii                                               | - 1981 Maawija uld Sid’Ahmad Taja 1984 - 1984 Muhammad Chuna uld Hajdalla 1984 - 1984 Maawija uld Sid’Ahmad Taja 1992                  |
| Premier Mauritiusa                                               | - 1982 Anerood Jugnauth 1995 |
| Prezydent Meksyku                                                | - 1982 Miguel de la Madrid 1988 |
| Książę Monako                                                    | - 1949 Rainier III 2005 |
| Minister stanu Monako                                            | - 1981 Jean Herly 1985 |
| Przewodniczący Prezydium Wielkiego Churału Ludowego Mongolii     | - 1974 Jumdżaagijn Cedenbal 1984 - 1984 Njamyn Dżagwaral (p.o.) 1984 - 1984 Dżambyn Batmönch 1990                                      |
| Premier Mongolii                                                 | - 1974 Dżambyn Batmönch 1984 - 1984 Dumaagijn Sodnom 1990                                                                              |
| Prezydent Mozambiku                                              | - 1975 Samora Machel 1986 |
| Sekretarz generalny NATO                                         | - 1971 Joseph Luns (Holandia) 1984 - 1984 Peter Carington (Wielka Brytania) 1988                                                       |
| Prezydent Nauru                                                  | - 1978 Hammer DeRoburt 1986 |
| Król Nepalu                                                      | - 1972 Birendra 2001 |
| Premier Nepalu                                                   | - 1983 Lokendra Bahadur Chand 1986 |
| Prezydent Niemiec                                                | - 1979 Karl Carstens 1984 - 1984 Richard von Weizsäcker 1994                                                                           |
| Kanclerz Niemiec                                                 | - 1982 Helmut Kohl 1998 |
| Prezydent Nigru                                                  | - 1974 Seyni Kountché 1987 |
| Premier Nigru                                                    | - 1983 Hamid Algabid 1988 |
| Prezydent Nigerii                                                | - 1983 Muhammadu Buhari 1985 |
| Prezydent Nikaragui                                              | - 1979 junta 1985 |
| Król Norwegii                                                    | - 1957 Olaf V 1991 |
| Premier Norwegii                                                 | - 1981 Kåre Willoch 1986 |
| Premier Nowej Zelandii                                           | - 1975 Robert Muldoon 1984 - 1984 David Lange 1989                                                                                     |
| Przewodniczący Rady Państwa NRD                                  | - 1976 Erich Honecker 1989 |
| Premier NRD                                                      | - 1976 Willi Stoph 1989 |
| Sułtan Omanu                                                     | - 1970 Kabus ibn Sa’id 2020 |
| Sekretarz generalny ONZ                                          | - 1982 Javier Pérez de Cuéllar (Peru) 1991                                                                                             |
| Prezydent Pakistanu                                              | - 1978 Muhammad Zia ul-Haq 1988 |
| Premier Pakistanu                                                | - 1977 urząd zniesiony 1985 |
| Prezydent Palau                                                  | - 1981 Haruo Remeliik 1985 |
| Prezydent Panamy                                                 | - 1982 Ricardo de la Espriella 1984 - 1984 Jorge Illueca 1984 - 1984 Nicolás Ardito Barletta Vallarino 1985                            |
| Wojskowy przywódca Panamy                                        | - 1983 Manuel Noriega 1989 |
| Papież                                                           | - 1978 Jan Paweł II 2005 |
| Premier Papui-Nowej Gwinei                                       | - 1982 Michael Somare 1985 |
| Prezydent Paragwaju                                              | - 1954 gen. Alfredo Stroessner 1989 |
| Prezydent Peru                                                   | - 1980 Fernando Belaúnde Terry 1985 |
| Premier Peru                                                     | - 1979 Pedro Richter Prada 1985 - 1982 Fernando Schwalb López 1984 - 1984 Sandro Mariátegui 1984 - 1984 Luis Pércovich 1985            |
| Prezydent Południowej Afryki                                     | - 1979 Marais Viljoen 1984 - 1984 Pieter Botha 1989                                                                                    |
| Premier Południowej Afryki                                       | - 1978 Pieter Botha 1984 |
| Prezydent Portugalii                                             | - 1976 António Ramalho Eanes 1986 |
| Premier Portugalii                                               | - 1983 Mário Soares 1985 |
| Sekretarz generalny Rady Europy                                  | - 1979 Francenz Karasek (Austria) 1984 - 1984 Marcelino Oreja Aguirre (Hiszpania) 1989                                                 |
| Prezydent Republiki Środkowoafrykańskiej                         | - 1981 André Kolingba 1993 |
| Premier Republiki Środkowoafrykańskiej                           | - 1981 urząd zniesiony 1991 |
| Prezydent Republiki Zielonego Przylądka                          | - 1975 Aristides Pereira 1991 |
| Premier Republiki Zielonego Przylądka                            | - 1975 Pedro Pires 1991 |
| Prezydent Rumunii                                                | - 1967 Nicolae Ceaușescu 1989 |
| Premier Rumunii                                                  | - 1982 Constantin Dăscălescu 1989 |
| Prezydent Rwandy                                                 | - 1973 Juvénal Habyarimana 1994 |
| Premier Saint Kitts i Nevis                                      | - 1983 Kennedy Simonds 1995 |
| Premier Saint Lucia                                              | - 1982 John Compton 1996 |
| Premier Saint Vincent i Grenadyn                                 | - 1979 Milton Cato 1984 - 1984 James Fitz-Allen Mitchell 2000                                                                          |
| Prezydent Salwadoru                                              | - 1982 Álvaro Magaña 1984 - 1984 José Napoleón Duarte 1989                                                                             |
| O le Ao o le Malo Samoa                                          | - 1962 Malietoa Tanumafili II 2007 |
| Premier Samoa                                                    | - 1982 Tofilau Eti Alesana 1985 |
| Kapitanowie regenci San Marino                                   | - 1983 Renzo Renzi Germano De Biagi 1984 - 1984 Gloriana Ranocchini Giorgio Crescentini 1984 - 1984 Marino Bollini Giuseppe Amici 1985 |
| Sekretarz Stanu do spraw Politycznych i Zagranicznych San Marino | - 1978 Giordano Bruno Reffi 1986 |
| Prezydent Senegalu                                               | - 1981 Abdou Diouf 2000 |
| Premier Senegalu                                                 | - 1983 urząd zniesiony 1991 |
| Prezydent Seszeli                                                | - 1977 France-Albert René 2004 |
| Prezydent Sierra Leone                                           | - 1971 Siaka Stevens 1985 |
| Prezydent Singapuru                                              | - 1981 Devan Nair 1985 |
| Premier Singapuru                                                | - 1965 Lee Kuan Yew 1990 |
| Prezydent Somalii                                                | - 1969 Mohammed Siad Barre 1991 |
| Premier Somalii                                                  | - 1970 urząd zniesiony 1987 |
| Prezydent Sri Lanki                                              | - 1978 Junius Jayewardene 1989 |
| Premier Sri Lanki                                                | - 1978 Ranasinghe Premadasa 1989 |
| Król Suazi                                                       | - 1983 Ntombi (królowa-regentka) 1986                                                                                                  |
| Premier Suazi                                                    | - 1983 Bhekimpi Dlamini 1986 |
| Prezydent Sudanu                                                 | - 1969 Dżafar Muhammad an-Numajri 1985                                                                                                 |
| Premier Sudanu                                                   | - 1977 Dżafar Muhammad an-Numajri 1985                                                                                                 |
| Prezydent Surinamu                                               | - 1982 Fred Ramdat Misier 1988 |
| Prezydent Syrii                                                  | - 1971 Hafiz al-Asad 2000 |
| Premier Syrii                                                    | - 1980 Abd ar-Ra’uf al-Kasm 1987 |
| Prezydent Szwajcarii                                             | - 1984 Leon Schlumpf 1984 |
| Król Szwecji                                                     | - 1973 Karol XVI Gustaw |
| Premier Szwecji                                                  | - 1982 Olof Palme 1986 |
| Król Tajlandii                                                   | - 1946 Bhumibol Adulyadej 2016 |
| Premier Tajlandii                                                | - 1980 Prem Tinsulanonda 1988 |
| Prezydent Tajwanu                                                | - 1978 Chiang Ching-kuo 1988 |
| Prezydent Tanzanii                                               | - 1964 Julius Nyerere 1985 |
| Premier Tanzanii                                                 | - 1983 Edward Sokoine 1984 - 1984 Salim Ahmed Salim 1985                                                                               |
| Prezydent Togo                                                   | - 1967 Gnassingbé Eyadéma 2005 |
| Premier Togo                                                     | - 1961 urząd zniesiony 1991 |
| Król Tonga                                                       | - 1965 Taufaʻahau Tupou IV 2006 |
| Premier Tonga                                                    | - 1965 Sione Ngū Manumataongo Uelingatoni 1991                                                                                         |
| Prezydent Trynidadu i Tobago                                     | - 1976 Ellis Clarke 1987 |
| Premier Trynidadu i Tobago                                       | - 1981 George Chambers 1986 |
| Prezydent Tunezji                                                | - 1957 Habib Burgiba 1987 |
| Premier Tunezji                                                  | - 1980 Muhammad Mizali 1986 |
| Prezydent Turcji                                                 | - 1980 Kenan Evren 1989 |
| Premier Turcji                                                   | - 1983 Turgut Özal 1989 |
| Prezydent Ugandy                                                 | - 1980 Milton Obote 1985 |
| Premier Ugandy                                                   | - 1980 Otema Allimadi 1985 |
| Prezydent Urugwaju                                               | - 1981 Gregorio Álvarez 1985 |
| Prezydent USA                                                    | - 1981 Ronald Reagan 1989 |
| Prezydent Vanuatu                                                | - 1980 George Kalkoa 1984 - 1984 Frederick Karlomuana Timakata (p.o.) 1984 - 1984 George Kalkoa 1989                                   |
| Premier Vanuatu                                                  | - 1980 Walter Lini 1991 |
| Prezydent Wenezueli                                              | - 1979 Luis Herrera Campins 1984 - 1984 Jaime Lusinchi 1989                                                                            |
| Prezydent Węgier                                                 | - 1967 Pál Losonczi 1987 |
| Premier Węgier                                                   | - 1975 György Lázár 1987 |
| Monarcha Wielkiej Brytanii                                       | - 1952 Elżbieta II 2022 |
| Premier Wielkiej Brytanii                                        | - 1979 Margaret Thatcher 1990 |
| Prezydent Wietnamu                                               | - 1981 Rada Państwa 1992 |
| Premier Wietnamu                                                 | - 1976 Phạm Văn Đồng 1987 |
| Prezydent Włoch                                                  | - 1978 Sandro Pertini 1985 |
| Premier Włoch                                                    | - 1983 Bettino Craxi 1987 |
| Prezydent WKS                                                    | - 1960 Félix Houphouët-Boigny 1993 |
| Premier WKS                                                      | - 1960 urząd zniesiony 1990 |
| Prezydent Wysp Świętego Tomasza i Książęcej                      | - 1975 Manuel Pinto da Costa 1991 |
| Prezydent Zambii                                                 | - 1964 Kenneth Kaunda 1991 |
| Prezydent Zairu                                                  | - 1971 Mobutu Sese Seko 1997 |
| Prezydent Zimbabwe                                               | - 1980 Canaan Banana 1987 |
| Premier Zimbabwe                                                 | - 1980 Robert Mugabe 1987 |
| Prezydent ZEA                                                    | - 1971 Zajid ibn Sultan Al Nahajjan 2004                                                                                               |
| Premier ZEA                                                      | - 1979 Raszid ibn Said al-Maktum 1990                                                                                                  |
| Przywódca ZSRR                                                   | - 1982 Jurij Andropow 1984 - 1984 Konstantin Czernienko 1985                                                                           |
| Premier ZSRR                                                     | - 1980 Nikołaj Tichonow 1985 |

Rok 1984 / MCMLXXXIV
stulecia: XIX wiek ~
XX wiek ~
XXI wiek

dziesięciolecia:
1950–1959 •
1960–1969 •
1970–1979 •
1980–1989
• 1990–1999
• 2000–2009
• 2010–2019

lata: 1974 «
1979 «
1980 «
1981 «
1982 «
1983 «
1984
» 1985
» 1986
» 1987
» 1988
» 1989
» 1994

## Wydarzenia w Polsce

### Styczeń
- 1 stycznia – Młynary, Pilawa, Świerzawa i Wąsosz uzyskały prawa miejskie.
- 2 stycznia – powstało Studio Filmowe Oko (dawniej Zespół Filmowy).
- 9 stycznia – premiera filmu Oko proroka.
- 13 stycznia – zakończył się proces byłych władz telewizji i radia. Były przewodniczący Radiokomitetu Maciej Szczepański został skazany na 8 lat pozbawienia wolności.
- 15 stycznia – premiera sztuki o Franzu Kafce „Pułapka” Tadeusza Różewicza w Teatrze Studio (reż. Jerzy Grzegorzewski).
- 26 stycznia – uchwalono nowe prawo prasowe wymierzone w czasopisma drugiego obiegu.
- 27 stycznia – mikrobiolog i epidemiolog Jan Karol Kostrzewski – prezesem PAN.
- 30 stycznia – odbyła się premiera filmu Akademia pana Kleksa.

### Luty
- 7 lutego – znaleziono ciało Piotra Bartoszcze, działacza rolniczej „Solidarności”; podejrzewano zabójstwo polityczne.
- 13 lutego – Sejm przedłużył sobie kadencję o półtora roku.
- 19 lutego – prymas, kardynał Józef Glemp udał się z wizytą do Polonii brazylijskiej.

### Marzec
- 3 marca – władze PRL podjęły starania, by sprowadzić ze Szwajcarii prochy prezydenta Ignacego Mościckiego. Protesty emigracji.
- 5 marca – premiera filmu Kartka z podróży.
- 7 marca – aresztowanie pisarza Marka Nowakowskiego, współpracownika „Tygodnika Mazowsze”.
- 8 marca:
  - założono Muzeum Historii Polskiego Ruchu Ludowego w Warszawie.
  - 3-tysięczny marsz protestacyjny w Garwolinie przeciwko usuwaniu krzyży ze Szkoły Rolniczej im. Stanisława Staszica w Miętnem.
  - uwodziciel Jerzy Kalibabka został skazany na 15 lat pozbawienia wolności i ponad milion złotych grzywny.
- 9 marca – premiera filmu Soból i panna.
- 10 marca – 8 osób zginęło w pożarze budynku ośrodka wypoczynkowego w Modlinie (źródło DTV z 10.03.1984).
- 15 marca – Międzyzdroje (od 1972 dzielnica Świnoujścia) i Sławków (od 1977 dzielnica Dąbrowy Górniczej) odzyskały prawa miejskie.
- 18 marca – na wiadomość o czekającej go operacji wszczepienia rozrusznika serca Janusz Pałubicki przerwał trwającą blisko 100 dni głodówkę (był przymusowo dokarmiany).
- 19 marca – premiera filmu Lata dwudzieste... lata trzydzieste...
- 23 marca – „Czytelnik” wydał książkę Bogdana Madeja „Maść na szczury”, której pierwsze wydanie ukazało się w bibliotece „Kultury”.
- 25 marca – Maciej Prus wystawił „Dziady” Mickiewicza w łódzkim teatrze im. Stefana Jaracza.

### Kwiecień
- 1 kwietnia – premiera filmu Był jazz w reżyserii Feliksa Falka. Z powodu stanu wojennego premiera filmu była opóźniona o 3 lata.
- 9 kwietnia – premiera filmu Widziadło.
- 17 kwietnia – w rozegranym w Warszawie towarzyskim meczu piłkarskim Polska-Belgia (0:1) po raz ostatni (100.) w reprezentacji wystąpił Grzegorz Lato.
- 19 kwietnia – Zygmunt Hübner wystawił sztukę Enquista „Z życia glist” w warszawskim Teatrze Powszechnym.
- 26 kwietnia:
  - Sejm przyjął ustawę o upowszechnianiu kultury.
  - Adam Michnik laureatem nagrody „Solidarność pracowników wydawnictw” za książkę pt. Ugoda, praca organiczna, myśl zaprzeczna (Nowa 1983).

### Maj
- 1 maja – zakłócenia przebiegu oficjalnych uroczystości 1-majowych, głównie w Warszawie, Trójmieście i Częstochowie; łącznie władze ukarały 325 osób.
- 14 maja – premiera filmu Seksmisja w reżyserii Juliusza Machulskiego.
- 17 maja – Polski Komitet Olimpijski postanowił nie zgłaszać polskich sportowców do udziału w Letnich Igrzyskach Olimpijskich w Los Angeles.
- 18 maja – premiera filmu muzycznego To tylko Rock w reżyserii Pawła Karpińskiego.
- 19 maja – pedofil i morderca Henryk Dębski został skazany przez Sąd Wojewódzki w Suwałkach na karę śmierci.
- 23 maja – sąd wojskowy w Warszawie skazał zaocznie Ryszarda Kuklińskiego na karę śmierci.
- 31 maja – początek procesu przeciwko sprawcom śmierci Grzegorza Przemyka.

### Czerwiec
- 5 czerwca – Tadeusz Łomnicki wystawił „Affabulazione” P.P. Pasoliniego w Teatrze Studio.
- 9 czerwca – Marian Woronin ustanowił rekord Europy w biegu na 100 m wynikiem 10,00 s (Warszawa, Memoriał Janusza Kusocińskiego) – rekord ten przetrwał 4 lata.
- 11 czerwca – ukrywający się od 13 grudnia 1981 działacz „Solidarności” Bogdan Lis został aresztowany.
- 17 czerwca – odbyły się wybory do rad narodowych. Rząd ocenił frekwencję na 74,7%, niezależni obserwatorzy z opozycji na ok. 60%.
- 18 czerwca – oddano do użytku latarnię morską w Gdańsku.
- 27 czerwca – prof. Adam Schaff został wydalony z PZPR za to, iż poglądy na temat ideologii i polityki partii prezentował poza partią.
- 29 czerwca – w Warszawie powołana została Federacja Młodzieży Walczącej – niepodległościowa, antykomunistyczna organizacja młodzieżowa. W ciągu pierwszych miesięcy działalności wydaje pisma Bunt, FMW (skład i nakład 3 kolejnych numerów zaginęły), Serwis Informacyjny FMW i Nasze Wiadomości.

### Lipiec
- 2 lipca – Genowefa Błaszak ustanowiła rekord Polski w biegu na 400 m ppł. wynikiem 54,78 s.
- 13 lipca – proces 4 działaczy KOR (Adam Michnik, Jacek Kuroń, Zbigniew Romaszewski, Henryk Wujec), oskarżonych o chęć obalenia ustroju, po jednej sesji rozprawa została odroczona „na zawsze”.
- 14 lipca:
  - wiadomość w prasie o skierowaniu do sądu aktu oskarżenia przeciwko wikaremu z Żoliborza, Jerzemu Popiełuszce, któremu zarzucano działalność antypaństwową.
  - w Kiekrzu koło Poznania odbył się pierwszy w Polsce wyścig triathlonowy.
- 16 lipca – wyrok w procesie o zabójstwo Grzegorza Przemyka.
- 21 lipca – Sejm uczcił 40-lecie PRL ustawą o amnestii i powołaniu Uniwersytetu Szczecińskiego.

### Sierpień
- 2 sierpnia – chargé d’affaire USA, John R.Davis, poinformował rząd PRL, że USA zamierza cofnąć niektóre sankcje gospodarcze; interpretowano to jako reakcję USA na uwolnienie więźniów politycznych.
- 21 sierpnia – Wojciech Ziembiński skazany na 3 miesiące aresztu za kierowanie „nielegalnym zgromadzeniem przed Grobem Nieznanego Żołnierza w Warszawie.

### Wrzesień
- 1 września – premiera filmu Katastrofa w Gibraltarze.
- 8 września – premiera filmu Umarłem, aby żyć.
- 16 września – 12 osób zginęło w katastrofie samolotu An-2 w Polskiej Nowej Wsi koło Opola.
- 18 września – premiera filmu Planeta krawiec.
- 21 września – w Czarnolesie i Zwoleniu odbyły się uroczystości 400-lecia śmierci Jana Kochanowskiego.

### Październik
- 17 października:
  - katastrofa kolejowa w Bąkowie: 4 osoby zginęły, a 60 zostało rannych w wyniku najechania pociągu pospiesznego na ruszający spod semafora pociąg towarowy.
  - w Warszawie przebywał prezydent międzynarodowego PEN-Clubu, Per Wästberg.
- 19 października – w pobliżu Górska pod Toruniem porwany został ksiądz Jerzy Popiełuszko.
- 21 października – biskupi archidiecezji warszawskiej wystosowali list do wiernych, w którym wyrazili niepokój o losy ks. Jerzego Popiełuszki.
- 24 października – powstała gdańska Federacja Młodzieży Walczącej, pierwszym pismem GFMW był dwutygodnik „Monit”.
- 30 października:
  - zatrzymano trzech funkcjonariuszy SB podejrzanych o uprowadzenie i zamordowanie księdza Jerzego Popiełuszki.
  - z zalewu na Wiśle w okolicach Włocławka wyłowiono ciało księdza Jerzego Popiełuszki.

### Listopad
- 3 listopada – odbył się pogrzeb księdza Jerzego Popiełuszki.
- 5 listopada – otwarto zachodnią obwodnicę kielecką.
- 11 listopada – powstała liberalno-demokratyczna partia „Niepodległość”. Organem prasowym partii był miesięcznik „Niepodległość”.
- 15 listopada – na Cmentarzu Komunalnym na Powązkach odbył się pogrzeb kierownika Wydziału Kadr KC PZPR gen. bryg. Tadeusza Dziekana.
- 16 listopada – w Operetce Warszawskiej odbyła się prapremiera musicalu Boso, ale w ostrogach na podstawie powieści Stanisława Grzesiuka.
- 24 listopada – powstało Ogólnopolskie Porozumienie Związków Zawodowych (OPZZ).
- 28 listopada – zespół pod kierunkiem Wiesława Jędrzejczaka przeprowadził pierwszy w kraju przeszczep szpiku kostnego od spokrewnionego dawcy.
- 30 listopada – władze podjęły decyzję o wycofaniu się z Międzynarodowej Organizacji Pracy; był to protest przeciwko przyjęciu przez MOP raportu o sytuacji związków zawodowych w Polsce.

### Grudzień
- 2 grudnia – Stefan Kisielewski na łamach „Tygodnika Powszechnego” opublikował „czarną listę publicystów i dziennikarzy”.
- 3 grudnia:
  - zaczął się strajk okupacyjny uczniów zespołu szkół zawodowych we Włoszczowie w intencji zawieszenia krzyży w klasach; strajk zainicjowali dwaj młodzi księża (Strajk szkolny we Włoszczowie (1984)).
  - Sejm zdecydował, że jego przedłużona kadencja skończy się 31 sierpnia 1985 r.
  - premiera filmu Tajemnica starego ogrodu.
- 7 grudnia – w Szczecinie odbył się zainicjowany przez prof. M.Szymczaka Kongres Kultury Języka Polskiego.
- 18 grudnia – w pożarze Domu Dziecka we Wronkach zginęło ośmiu wychowanków i dyrektor placówki.
- 20 grudnia – przybył z wizytą minister Giulio Andreotti.
- 22 grudnia – powstała Inspekcja Robotniczo-Chłopska.
- 24 grudnia – premiera 1. odcinka serialu Rycerze i rabusie.
- 27 grudnia – przed Sądem Wojewódzkim w Toruniu rozpoczął się proces oskarżonych o zabójstwo księdza Jerzego Popiełuszki funkcjonariuszy SB Grzegorza Piotrowskiego, Leszka Pękali, Waldemara Chmielewskiego – oraz pułkownika Adama Pietruszki, któremu postawiono zarzut sprawstwa kierowniczego.

## Wydarzenia na świecie

### Styczeń
- 1 stycznia:
  - Francja objęła prezydencję w Radzie Unii Europejskiej.
  - Brunei uzyskał pełną niepodległość.
- 2 stycznia – wystartowały satelitarne stacje telewizyjne TV5 i RTL.
- 5 stycznia – Richard Stallman uruchomił projekt GNU.
- 6 stycznia – rząd Tunezji wprowadził stan wyjątkowy.
- 8 stycznia – Brunei zostało przyjęte do Stowarzyszenia Narodów Azji Południowo-Wschodniej (ASEAN).
- 9 stycznia – po raz pierwszy od 10 lat zebrał się parlament Jordanii.
- 10 stycznia:
  - po 117 latach Stany Zjednoczone nawiązały ponownie stosunki dyplomatyczne ze Stolicą Apostolską.
  - w katastrofie bułgarskiego samolotu Tu-134A w Sofii zginęło 50 osób.
- 12 stycznia – Maciej Berbeka i Ryszard Gajewski dokonali pierwszego zimowego wejścia na ośmiotysięcznik Manaslu w Himalajach.
- 16 stycznia – Zhao Ziyang jako pierwszy premier ChRL przybył z wizytą do Kanady.
- 18 stycznia – eksplozja w japońskiej kopalni węgla Mitsui Miike w Omuta, na wyspie Kiusiu (śmierć 83 górników).
- 23 stycznia – Chile i Argentyna podpisały porozumienie kończące spór graniczny na Ziemi Ognistej.
- 24 stycznia:
  - Apple wprowadził pierwszy komputer z rewolucyjnej serii Macintosh.
  - Helmut Kohl jako pierwszy niemiecki kanclerz wygłosił przemówienie w izraelskim Knesecie.
- 27 stycznia:
  - Amerykanin Carl Lewis ustanowił w Nowym Jorku halowy rekord świata w skoku w dal (8,79 m).
  - podczas kręcenia spotu reklamowego dla Pepsi Coli zapaliły się włosy Michaela Jacksona.
- 29 stycznia – wystrzelono pierwszego satelitę z Kosmodromu Xichang w chińskiej prowincji Syczuan.

### Luty
- 3 lutego – start promu „Challenger”, misja STS-41-B będąca 10. lotem załogowym promów kosmicznych.
- 6 lutego – otwarto brazylijską stację antarktyczną Comandante Ferraz.
- 7 lutego – astronauta Bruce McCandless, członek załogi wahadłowca Challenger, odbył pierwszy spacer kosmiczny bez stałego połączenia ze statkiem kosmicznym.
- 8–19 lutego – Zimowe Igrzyska Olimpijskie w Sarajewie:
  - 14 lutego – brytyjscy łyżwiarze Jayne Torvill i Christopher Dean uzyskali wszystkie 12 ocen 6,0 (najwyższa z możliwych not) za taniec inspirowany utworem „Bolero” Maurice Ravela.
- 13 lutego – Konstantin Czernienko został wybrany sekretarzem generalnym Komitetu Centralnego KPZR.
- 15 lutego – Miftah al-Usta Umar został sekretarzem generalnym Powszechnego Kongresu Ludowego – prezydentem Libii.
- 18 lutego – podpisano konkordat między Włochami a Stolicą Apostolską.
- 25 lutego – ponad 500 osób zginęło w wyniku eksplozji ropociągu w mieście Cubatão w brazylijskim stanie São Paulo.

### Marzec
- 7 marca – 3 osoby zginęły, a 9 zostało rannych w przeprowadzonym przez palestyńskich terrorystów zamachu bombowym na autobus w izraelskim mieście Aszdod.
- 11 marca – papież Jan Paweł II kanonizował Paulę Frassinetti.
- 14 marca – w Belfaście przewodniczący Sinn Féin Gerry Adams został poważnie postrzelony podczas próby zamachu na jego życie.
- 16 marca:
  - szef bejruckiej placówki CIA William Buckley został porwany przez terrorystów z Dżihadu.
  - RPA i Mozambik zawarły w Komatipoort porozumienie o nieagresji.
- 25 marca – papież Jan Paweł II podpisał w Rzymie adhortację Redemptionis donum.
- 26 marca – królowa brytyjska Elżbieta II przybyła z wizytą do Jordanii.
- 27 marca – w Lipsku została założona Międzynarodowa Federacja Historyków i Statystyków Futbolu (IFFHS).

### Kwiecień
- 2 kwietnia – pięciu terrorystów palestyńskich otworzyło ogień w domu handlowym w Jerozolimie, raniąc 48 osób.
- 3 kwietnia:
  - został wystrzelony Sojuz T-11 z pierwszym indyjskim kosmonautą na pokładzie.
  - komitet wojskowy, który dokonał przewrotu w Gwinei, mianował pułkownika Lausanę Conté prezydentem.
- 4 kwietnia – prezydent Ronald Reagan wezwał do międzynarodowego zakazu broni chemicznej.
- 6 kwietnia:
  - rozpoczęła się misja STS-41-C wahadłowca Challenger.
  - premiera filmu Niekończąca się opowieść.
- 9 kwietnia – odbyła się 56. ceremonia wręczenia Oscarów.
- 10 kwietnia – Sandro Mariátegui został premierem Peru.
- 13 kwietnia – pochodzący z Australii seryjny morderca Christopher Wilder zastrzelił się podczas próby aresztowania na stacji benzynowej w amerykańskim stanie New Hampshire.
- 17 kwietnia – od kul wystrzelonych najprawdopodobniej z okna ambasady Libii w Londynie zginęła brytyjska policjantka. Incydent spowodował zerwanie stosunków dyplomatycznych pomiędzy Wielką Brytanią a Libią.
- 18 kwietnia – w Wilnie odsłonięto pomnik Adama Mickiewicza.
- 19 kwietnia – oficjalnie zatwierdzono hymn Australii.
- 26 kwietnia:
  - prezydent USA Ronald Reagan rozpoczął 6-dniową wizytę w ChRL.
  - Iskandar został królem Malezji.
- 27 kwietnia – w zakładach w Barcelonie rozpoczęto seryjną produkcję Seata Ibizy.
- 30 kwietnia – radziecka interwencja w Afganistanie: radziecki batalion piechoty zmotoryzowanej został zaatakowany i rozbity przez mudżahedinów w Dolinie Hazara.

### Maj
- 5 maja:
  - na granicy paragwajsko-brazylijskiej oddano do użytku zaporę wodną Itaipu na rzece Parana.
  - w Luksemburgu odbył się 29. Konkurs Piosenki Eurowizji.
- 6 maja – papież Jan Paweł II kanonizował w Seulu 103 męczenników koreańskich.
- 8 maja:
  - Związek Radziecki ogłosił, iż zbojkotuje Letnie Igrzyska Olimpijskie 1984 w Los Angeles (USA).
  - kapral Denis Lortie otworzył ogień do członków Zgromadzenia Narodowego Quebecu, zabijając trzy i raniąc trzynaście osób.
  - we francuskim Nantes otwarto Stadion de la Beaujoire.
- 11 maja – z powierzchni Marsa był widoczny dla hipotetycznego obserwatora tranzyt Ziemi i Księżyca na tle tarczy słonecznej.
- 13 maja – (według innych źródeł 17 maja) doszło do serii eksplozji w głównym składzie amunicji radzieckiej Floty Północnej w Siewieromorsku. Zginęło od 200 do 300 osób.
- 15 maja – dokonano oblotu włosko-brazylijskiego lekkiego samolotu szturmowego AMX International AMX.
- 23 maja – premiera filmu przygodowego Indiana Jones i Świątynia Zagłady w reżyserii Stevena Spielberga.
- 30 maja – ukazał się album Privete Dancer Tiny Turner.

### Czerwiec
- 1 czerwca:
  - walki o Złotą Świątynię w Amritsar pomiędzy Sikhami a armią indyjską spowodowały śmierć 650 osób.
  - premiera filmu Dawno temu w Ameryce w reżyserii Sergio Leone.
- 4 czerwca:
  - Operacja Niebieska Gwiazda: na rozkaz premier Indiry Gandhi wojska indyjskie przypuściły atak na Złotą Świątynię w Amritsarze, okupowaną od dłuższego czasu przez Sikhów.
  - ukazał się album Born in the U.S.A. Bruce’a Springsteena.
- 6 czerwca:
  - Operacja Niebieska Gwiazda: wojska indyjskie zdobyły Złotą Świątynię w Amritsarze, święte miejsce Sikhów, okupowane przez sikhijskich ekstremistów. W walkach zginęło około 1200 osób, w tym około 200 żołnierzy.
  - na rynku radzieckim pojawiła się kultowa gra komputerowa Tetris autorstwa Aleksieja Pażytnowa.
- 12 czerwca:
  - papież Jan Paweł II przybył z wizytą do Szwajcarii.
  - we Francji rozpoczęły się VII Mistrzostwa Europy w Piłce Nożnej.
- 19 czerwca – karierę rozpoczyna legendarny koszykarz Michael Jordan.
- 25 czerwca – w Bukareszcie położono kamień węgielny pod budowę Domu Ludu.
- 27 czerwca – w finale rozgrywanych we Francji piłkarskich mistrzostw Europy reprezentacja gospodarzy pokonała Hiszpanię 2:0.
- 28 czerwca – w Oslo, Norweżka Ingrid Christensen-Kristiansen ustanowiła rekord świata w biegu na 5000 m wynikiem 14:58,89 s.
- 30 czerwca – John Turner został premierem Kanady.

### Lipiec
- 1 lipca – Irlandia objęła prezydencję w Radzie Unii Europejskiej
- 12 lipca – opady gradu o wielkości piłek tenisowych w okolicach Monachium spowodowały ciężkie obrażenia 300 osób i szkody szacowane na setki milionów marek.
- 13 lipca – została podpisana umowa z Saarbrücken o zniesieniu granic między RFN a Francją.
- 17 lipca – Laurent Fabius został premierem Francji.
- 18 lipca – w restauracji w kalifornijskim San Ysidro szaleniec James Oliver Huberty zastrzelił 21 osób a 19 zranił.
- 20 lipca – Uwe Hohn jako pierwszy i jedyny człowiek w historii rzucił oszczepem na odległość ponad 100 m.
- 25 lipca – Swietłana Sawicka jako pierwsza kobieta odbyła spacer kosmiczny.
- 27 lipca – Metallica wydała swój drugi album zatytułowany Ride the Lightning
- 28 lipca–12 sierpnia – Letnie Igrzyska Olimpijskie w Los Angeles zbojkotowane przez większość państw socjalistycznych.

### Sierpień
- 4 sierpnia – Górna Wolta zmieniła nazwę na Burkina Faso.
- 9 sierpnia – otwarto Miński Ogród Zoologiczny.
- 11 sierpnia – Ronald Reagan podczas próby głosu przed audycją radiową wypowiedział zdanie: „Rodacy, miło mi oznajmić, iż podpisałem ustawę na zawsze delegalizującą Związek Radziecki. Za pięć minut rozpoczynamy bombardowanie”.
- 22 sierpnia – w Zurychu, Amerykanka Evelyn Ashford ustanowiła rekord świata w biegu na 100 m wynikiem 10,76 s.
- 30 sierpnia – odbyła się pierwsza misja promu kosmicznego Discovery.

### Wrzesień
- 3 września – Pieter Willem Botha został prezydentem RPA.
- 4 września – zamordowano księdza André Jarlana, duszpasterza biedoty w stolicy Chile.
- 4 września – został wyemitowany pierwszy odcinek serialu Tomek i przyjaciele.
- 14 września – Amerykanin Joe Kittinger wystartował do pierwszego w historii udanego przelotu balonem przez Atlantyk. Lot zakończył 18 września we Włoszech.
- 15 września – klub piłkarski New York Cosmos rozegrał swój ostatni mecz.
- 16 września – został wyemitowany pilotażowy odcinek serialu Miami Vice.
- 20 września – w wyniku samobójczego ataku na ambasadę amerykańską w Libanie śmierć poniosły 23 osoby.
- 21 września – Sułtanat Brunei został członkiem ONZ.
- 25 września – Jordania jako pierwszy kraj arabski wznowiła stosunki dyplomatyczne z Egiptem, zerwane po podpisaniu egipsko-izraelskiego układu pokojowego w 1979 roku.
- 26 września – Wielka Brytania i Chiny podpisały porozumienie o zwrocie Hongkongu.
- 27 września – odkryto kometę 102P/Shoemaker.
- 28 września – premiera serialu Policjanci z Miami.

### Październik
- 1 października – ukazał się album The Unforgettable Fire grupy U2.
- 4 października – przyjęto flagę Egiptu.
- 5 października – rozpoczęła się misja STS-41-G wahadłowca Challenger z pierwszym kanadyjskim astronautą.
- 11 października:
  - Kathryn D. Sullivan, w trakcie misji STS-41-G wahadłowca Challenger, jako pierwsza Amerykanka odbyła spacer kosmiczny.
  - 178 osób zginęło w katastrofie samolotu Tu-154B pod Omskiem.
- 12 października – w hotelu w Brighton, w którym przebywała brytyjska premier Margaret Thatcher wybuchła bomba podłożona przez IRA. Zginęło 5 osób, 34 zostały ranne.
- 20 października – otwarto Monterey Bay Aquarium.
- 23 października – na audiencji środowej Jan Paweł II wyraził swój niepokój spowodowany uprowadzeniem ks. Jerzego Popiełuszki.
- 26 października:
  - odbyła się premiera filmu Terminator w reżyserii Jamesa Camerona.
  - koło Hagen, w niewyjaśnionych okolicznościach zostaje zamordowany niemiecki technik żywienia, Günther Stoll. Wcześniej w swoim domu zapisał na kartce wyraz „YOGTZE”. Do dziś nie wiadomo co on znaczy.
- 29 października – wydanie singla You’re My Heart, You’re My Soul i powstanie zespołu Modern Talking.
- 31 października – premier Indii Indira Gandhi została zamordowana przez dwóch sikhów z jej osobistej ochrony.

### Listopad
- 2 listopada – premiera filmu Pola śmierci.
- 4 listopada:
  - wystartowała francuska telewizja kodowana Canal+.
  - założono amerykańskie przedsiębiorstwo komputerowe Dell.
- 6 listopada – Ronald Reagan po raz drugi wybrany na prezydenta USA.
- 9 listopada – premiera filmu Koszmar z ulicy Wiązów.
- 12 listopada – ukazał się album Madonny Like a Virgin.
- 19 listopada – w mieście Meksyk 503 osoby zginęły, a ponad 7 tys. zostało rannych w wyniku serii eksplozji w terminalu gazowym.
- 25 listopada – brytyjskie i irlandzkie gwiazdy muzyki nagrywają napisany przez Midge’a Ure’a i Boba Geldofa charytatywny singiel Do They Know It's Christmas?.

### Grudzień
- 2 grudnia – papież Jan Paweł II opublikował w Rzymie adhortację Reconciliatio et paenitentia.
- 3 grudnia – wielka katastrofa przemysłowa w Bhopal (stan Madhya Pradesh, Indie) spowodowała śmierć kilku tysięcy osób.
- 4 grudnia – kuwejcki samolot lecący z Dubaju do Karaczi został porwany przez związanych z Hezbollahem szyickich terrorystów i skierowany do Teheranu.
- 5 grudnia – premiera filmu Gliniarz z Beverly Hills.
- 10 grudnia – Zgromadzenie Ogólne ONZ przyjęło Konwencję w sprawie zakazu stosowania tortur.
- 12 grudnia:
  - Jambyn Batmönh został prezydentem Mongolii.
  - w Mauretanii w wyniku bezkrwawego zamachu stanu władzę przejął pułkownik Maawija uld Sid’Ahmad Taja.
- 15 grudnia – wystrzelono radziecką sondę Wega 1, wraz z wystrzeloną później Wegą 2 przeznaczoną do badań Wenus i Komety Halleya.
- 19 grudnia – podpisano brytyjsko-chiński układ, na mocy którego 1 lipca 1997 Hongkong przeszedł pod chińską administrację.
- 21 grudnia – została wystrzelona radziecka sonda Wega 2, wraz z wystrzeloną wcześniej Wegą 1 przeznaczona do badań Wenus i Komety Halleya.
- 22 grudnia:
  - na leżącej u brzegów Antarktydy Wyspie Króla Jerzego otwarto urugwajską stację badawczą Artigas.
  - 37-letni Bernhard Goetz zastrzelił w samoobronie w pociągu nowojorskiego metra czterech czarnoskórych napastników.
- 23 grudnia – w katastrofie samolotu Tu-154B-2 pod Krasnojarskiem zginęło 110 osób.
- 31 grudnia:
  - Stany Zjednoczone wystąpiły z UNESCO.
  - wypadek Ricka Allena (perkusisty Def Leppard) przez który traci lewą rękę.

- Francja została piłkarskim mistrzem Europy pokonując w finale 2:0 Hiszpanię.
- Został założony zespół The Offspring.
- Sąd Najwyższy Stanów Zjednoczonych wydał wyrok w sprawie INS kontra Lopez Mendoza, ograniczający prawa nielegalnych imigrantów.

## Urodzili się
- 1 stycznia:
  - Mahamat Déby Itno, czadyjski wojskowy, przewodniczący Tymczasowej Rady Wojskowej
  - Paolo Guerrero, peruwiański piłkarz
  - Beauty Nazmun Nahar, banglijska lekkoatletka, sprinterka
  - Rubens Sambueza, argentyński piłkarz
  - Fernando San Emeterio, hiszpański koszykarz
  - Chad Timberlake, amerykański koszykarz
  - Yang Jing, chińska lekkoatletka, tyczkarka
  - Saša Zagorac, słoweński koszykarz
- 2 stycznia:
  - Mostafa Abdulla, katarski piłkarz
  - Robert Helenius, fiński bokser
  - Radvilė Morkūnaitė-Mikulėnienė, litewska działaczka społeczna, polityk, eurodeputowana
  - Aleksandra Rodionowa, rosyjska saneczkarka
- 3 stycznia:
  - Małgorzata Bielak, polska judoczka
  - Andrea Cassarà, włoski florecista
  - Maximilian Mechler, niemiecki skoczek narciarski
  - Bojana Radulović, serbska siatkarka
  - Angelika Szrubianiec, polska biathlonistka
  - Peter Taylor, nowozelandzki wioślarz
  - Heiko Schaffartzik, niemiecki koszykarz
- 4 stycznia:
  - Cláudio Andrade, brazylijski aktor, model
  - Joseph Birech, kenijski lekkoatleta, długodystansowiec
  - Javi Fuego, hiszpański piłkarz
  - Jiří Hudler, czeski hokeista
  - Joanna Kuś, polska lekkoatletka, biegaczka średniodystansowa
  - Francisco Martos, hiszpański piłkarz
  - Jelena Migunowa, rosyjska lekkoatletka, sprinterka
  - Ioana Papuc, rumuńska wioślarka
  - Dawid Słowakiewicz, polski hokeista (zm. 2021)
- 5 stycznia:
  - Jean-Baptiste Peyras-Loustalet, francuski rugbysta
  - Håvard Vad Petersson, norweski curler
- 6 stycznia:
  - Marcin Brzeziński, polski wioślarz
  - Stephen Elliott, irlandzki piłkarz
  - Belinda Goss, australijska kolarka szosowa i torowa
  - Zwiad Izoria, gruziński szachista
- 7 stycznia:
  - Ran Danker, izraelski aktor, model, piosenkarz
  - Diana López, amerykańska taekwondzistka pochodzenia nikaraguańskiego
  - Dimityr Makriew, bułgarski piłkarz
  - Xavier Margairaz, szwajcarski piłkarz
  - Yane Marques, brazylijska pięcioboistka nowoczesna
  - Luke McShane, brytyjski szachista
  - Max Riemelt, niemiecki aktor
- 8 stycznia:
  - Leandro do Bonfim, brazylijski piłkarz
  - Anna Czartoryska-Niemczycka, polska aktorka, piosenkarka
  - Matthew Kilgallon, angielski piłkarz
  - Izabela Kostruba, polska lekkoatletka, sprinterka
- 9 stycznia:
  - Anna Dąbek, polska koszykarka
  - Jesse Broadwater, amerykański łucznik
  - Drew Brown, amerykański gitarzysta, keyboardzista, członek zespołów: OneRepublic i Debate Team(inne języki)
  - Kalifa Cissé, malijski piłkarz
  - César Cortés, chilijski piłkarz
  - Derlis Florentín, paragwajski piłkarz (zm. 2010)
  - James Godday, nigeryjski lekkoatleta, sprinter
  - Weronika Rosati, polska aktorka
  - Hussein Yasser, katarski piłkarz pochodzenia egipskiego
- 10 stycznia:
  - Marouane Chamakh, marokański piłkarz
  - Sigamary Diarra, malijski piłkarz
  - Dex Elmont, holenderski judoka
  - Ariane Friedrich, niemiecka lekkoatletka, skoczkini wzwyż
  - John Welsh, angielski piłkarz
- 11 stycznia:
  - Eddie Alvarez, amerykański zawodnik MMA
  - Anna Frolina, rosyjska biathlonistka
  - Deniss Ivanovs, łotewski piłkarz
  - Oszri Kohen, izraelski aktor
  - Stijn Schaars, holenderski piłkarz
  - Xie Yanze, chińska tenisistka
- 12 stycznia:
  - Wiktor Budianski, rosyjski piłkarz pochodzenia ukraińskiego
  - Chaunté Howard, amerykańska lekkoatletka, skoczkini wzwyż
  - Łukasz Koszarek, polski koszykarz
  - Agnieszka Zrada, polska lekkoatletka, biegaczka długodystansowa
- 13 stycznia:
  - Kepa Blanco, hiszpański piłkarz
  - Mathias Lauridsen, duński model
  - Mari Mendes, brazylijska siatkarka
  - Gediminas Navickas, litewski koszykarz
  - Soraia dos Santos, brazylijska siatkarka
  - Glenn Whelan, irlandzki piłkarz
- 14 stycznia:
  - Gosia Andrzejewicz, polska piosenkarka
  - Ana Maria Apachiței, rumuńska wioślarka
  - Erick Aybar, dominikański baseballista
  - Ajuma Nasenyana, kenijska modelka
- 15 stycznia:
  - Megan Jendrick, amerykańska pływaczka
  - Andrej Kazusionak, białoruski judoka
  - Zuzana Štefečeková, słowacka strzelczyni sportowa
  - Ben Shapiro, amerykański komentator polityczny, pisarz
- 17 stycznia:
  - Sophie Dee, brytyjska aktorka pornograficzna
  - Galina Fokina, rosyjska tenisistka
  - Salima Hammouche, algierska siatkarka
  - Calvin Harris, szkocki didżej, producent muzyczny, piosenkarz, gitarzysta, autor tekstów
  - Filip Hološko, słowacki piłkarz
  - O Jong-ae, północnokoreańska sztangistka
  - Tim Sebastian, niemiecki piłkarz
  - Zhou Yafei, chińska pływaczka
- 18 stycznia:
  - Bezczel, polski raper (zm. 2021)
  - Cho Seung-hui, południowokoreański student, masowy zabójca (zm. 2007)
  - Janis Drimonakos, grecki pływak
  - Gianluca Galasso, włoski piłkarz
  - Makoto Hasebe, japoński piłkarz
  - Małgorzata Jasińska, polska kolarka szosowa
  - Mateus, angolski piłkarz
  - Johanna Salomaa, fińska wokalistka
  - Fatima Zahra Oukazi, algierska siatkarka
- 19 stycznia:
  - Karun Chandhok, indyjski kierowca wyścigowy
  - Celeste Cid, argentyńska aktorka
  - Paweł Domagała, polski aktor, piosenkarz
  - Lil Scrappy, amerykański raper
  - Nicolás Pareja, argentyński piłkarz
  - Merlito Sabillo, filipiński bokser
  - Alona Sawczenko, ukraińsko-niemiecka łyżwiarka figurowa
  - Agnieszka Wesołowska, polska poetka i pedagog
- 20 stycznia:
  - Agnieszka Dziemianowicz-Bąk, polska pedagog, działaczka społeczna, poseł na Sejm RP
  - Karim Haggui, tunezyjski piłkarz
  - Olivia Hallinan, brytyjska aktorka
  - Federico Peluso, włoski piłkarz
  - Rusłan Prowodnikow, rosyjski bokser
  - Papa Waigo N’Diayè, senegalski piłkarz
- 21 stycznia:
  - Can Arat, turecki piłkarz pochodzenia ormiańskiego
  - Mohamed Gabal, egipski siatkarz
  - Luke Grimes, amerykański aktor
  - Amy Hastings, amerykańska lekkoatletka, biegaczka długodystansowa
  - Wes Morgan, angielski piłkarz pochodzenia jamajskiego
  - Sebastian Szałachowski, polski piłkarz
- 22 stycznia:
  - Haszem Bejkzade, irański piłkarz
  - Ubaldo Jiménez, dominikański baseballista
  - Leon Powe, amerykański koszykarz
  - Elise Tamaëla, holenderska tenisistka
- 23 stycznia:
  - Nair Almeida, angolska piłkarka ręczna
  - Vladimir Levin, azerski piłkarz pochodzenia rosyjskiego
  - Shinobu Ōno, japońska piłkarka
  - Arjen Robben, holenderski piłkarz
  - Marina Vujović, serbska siatkarka
- 24 stycznia:
  - Jung Jin-sun, południowokoreański szpadzista
  - Witold Kiełtyka, polski perkusista, gitarzysta, członek zespołu Decapitated (zm. 2007)
  - Michael Parkhurst, amerykański piłkarz pochodzenia irlandzkiego
  - Lamont Peterson, amerykański bokser
  - Ashley C. Williams, amerykańska aktorka, piosenkarka
- 25 stycznia:
  - Stefan Kießling, niemiecki piłkarz
  - Joanna Lech, pisarka, poetka
  - Robinho, brazylijski piłkarz
  - VNM, polski raper
- 26 stycznia:
  - Igor Angulo, hiszpański piłkarz
  - Kamila Boruta, polska aktorka
  - Jung Hyo-jung, południowokoreańska szpadzistka
  - Luo Xuejuan, chińska pływaczka
  - Grzegorz Wojtkowiak, polski piłkarz
- 28 stycznia:
  - Danny Gibson, amerykański koszykarz
  - Andre Iguodala, amerykański koszykarz
  - Mareen Kräh, niemiecka judoczka
- 29 stycznia:
  - Álvaro Cejudo, hiszpański piłkarz
  - Marco Domeniconi, sanmaryński piłkarz
  - Valeriya Məmmədova, azerska siatkarka
  - Nuno Morais, portugalski piłkarz
  - Jerzy Owczarzak, polski szachista, trener i sędzia szachowy
  - Mohd Safee Mohd Sali, malezyjski piłkarz
  - János Vas, węgierski szachista
- 30 stycznia:
  - Jonathan Victor Barros, argentyński bokser
  - Anna Białobrzeska, polska siatkarka
  - Katarína Dudasová, słowacka siatkarka
  - Mai Fukuda, japońska siatkarka
  - Kid Cudi, amerykański raper, wokalista, aktor
  - Tan Xue, chińska szablistka
  - Jacobine Veenhoven, holenderska wioślarka
  - Janusz Wierzgacz(inne języki), polski dyrygent, kompozytor
- 31 stycznia:
  - Władimir Bystrow, rosyjski piłkarz
  - Lukas Flückiger, szwajcarski kolarz górski i przełajowy
  - Charlie Laine, amerykańska aktorka pornograficzna
  - Jeremy Wariner, amerykański lekkoatleta, sprinter
- 1 lutego
  - Anna Koncewa, ukraińska wioślarka
  - Arkadiusz Myrcha, polski prawnik, polityk, poseł na Sejm RP
- 2 lutego:
  - Chris Bartley, brytyjski wioślarz
  - Roman Hontiuk, ukraiński judoka
  - Seon Power, trynidadzko-tobagijski piłkarz
  - Kathleen Weiß, niemiecka siatkarka
- 3 lutego:
  - Sara Carbonero, hiszpańska dziennikarka sportowa, prezenterka telewizyjna
  - Rogério Dutra Silva, brazylijski tenisista
  - Agnieszka Jarmużek, polska lekkoatletka, miotaczka
  - Collins Mbesuma, zambijski piłkarz
  - Alexandra Oquendo, portorykańska siatkarka
  - Hernâni José da Rosa, brazylijski piłkarz
  - Melissa Torres Sandoval, meksykańska tenisistka
  - Aleksejs Višņakovs, łotewski piłkarz pochodzenia rosyjskiego
- 4 lutego:
  - Mariko Ebralidze, gruzińska piosenkarka
  - Jarosław Grzesik, polski hokeista
  - Kim Mi-Na, włoska siatkarka
  - Brittney Page, kanadyjska siatkarka
  - Mauricio Pinilla, chilijski piłkarz
- 5 lutego:
  - Michael Nell, kanadyjski skoczek narciarski
  - Carlos Tévez, argentyński piłkarz
  - Jonny Kim(inne języki), amerykański astronauta, lekarz oraz były żołnierz Navy SEALs
- 6 lutego:
  - Darren Bent, angielski piłkarz pochodzenia jamajskiego
  - Piret Järvis, estońska prezenterka telewizyjna, wokalistka, członkini zespołu Vanilla Ninja
  - Daisy Marie, amerykańska aktorka pornograficzna
  - María Jimena Pérez, argentyńska siatkarka
  - Urszula Sadkowska, polska judoczka
- 8 lutego:
  - Piotr Apel, polski dziennikarz, polityk, poseł na Sejm RP
  - Sean Bergenheim, kanadyjski hokeista
  - Larry Clarke, amerykański aktor
  - Ana Collado Jiménez, hiszpańska polityk
  - Cwetan Genkow, bułgarski piłkarz
  - Korinna Iszymcewa, kazachska siatkarka
  - Paweł Kaczmarczyk, polski pianista i kompozytor jazzowy
  - Manon Nummerdor-Flier, holenderska siatkarka
  - Smoke DZA, amerykański raper
  - Justyna Wilk, polska siatkarka
- 9 lutego:
  - Maurice Ager, amerykański koszykarz
  - Kamil Bobryk, polski rugbysta
  - Stéphane Guillaume, haitański piłkarz
  - Han Geng, chiński piosenkarz, aktor, tancerz
  - Anna Jurkiewicz, polska łyżwiarka figurowa
  - Błażej Król, polski muzyk, kompozytor, wokalista, autor tekstów
  - Obie Trotter, amerykańsko-węgierski koszykarz
  - Yoo Da-in, południowokoreańska aktorka
- 10 lutego:
  - Holly Crawford, australijska snowboardzistka
  - Alex Gordon, amerykański baseballista
  - Elif Öner, turecka siatkarka
  - Zaza Paczulia, gruziński koszykarz
  - Jagoda Szelc, polska reżyserka i scenarzystka filmowa
- 11 lutego:
  - Karol Dębski, polski koszykarz
  - Tom Ashley, nowozelandzki żeglarz sportowy
  - Donald Copeland, amerykański koszykarz
  - Marco Marcato, włoski kolarz szosowy
  - Milena Milašević, czarnogórska lekkoatletka, sprinterka i skoczkini w dal
  - Alando Tucker, amerykański koszykarz
- 12 lutego:
  - Alo Bärengrub, estoński piłkarz
  - Alexandra Dahlström, szwedzka aktorka
  - Caterine Ibargüen, kolumbijska lekkoatletka, skoczkini w dal i wzwyż
  - Aylar Lie, norweska aktorka, modelka
  - Jacob Mulenga, zambijski piłkarz
  - Andrei Sidorenkov, estoński piłkarz
  - Peter Utaka, nigeryjski piłkarz
  - Peter Vanderkaay, amerykański pływak
- 13 lutego:
  - Mahdi Mahdawi, irański siatkarz
  - Iwona Okrasa, polska piłkarka
  - Hinkelien Schreuder, holenderska pływaczka
- 14 lutego:
  - Matt Barr, amerykański aktor
  - Kanatbek Begalijew, kirgiski zapaśnik
  - Rémi Gomis, senegalski piłkarz
  - Bernice Mosby, amerykańska koszykarka
  - Marcin Pochwała, polski kajakarz górski
  - Tim Veldt, holenderski kolarz torowy
- 15 lutego:
  - Gary Clark Jr., amerykański wokalista, gitarzysta
  - Doda, polska piosenkarka
  - Michaela Egger, austriacka lekkoatletka, skoczkini w dal
  - Francesca Ferretti, włoska siatkarka
  - Anna Gawęcka, polska siatkarka
  - Daniel Górski, polski siatkarz
  - Mark de Jonge, kanadyjski kajakarz
  - Anna Kornecka, polska prawnik, menedżer, urzędniczka państwowa
  - Carlo Molfetta, włoski taekwondzista
  - Lisa Nakazono-Węgłowska, japońska pianistka
  - Anna Olko, polska lekkoatletka, tyczkarka
- 16 lutego:
  - Sofia Arvidsson, szwedzka tenisistka
  - Maciej Gorzkiewicz, polski siatkarz
  - Oussama Mellouli, tunezyjski pływak
  - Michał Przysiężny, polski tenisista
- 17 lutego:
  - Támara Echegoyen, hiszpańska żeglarka sportowa
  - Marcin Gortat, polski koszykarz
  - Ásgeir Örn Hallgrímsson, islandzki piłkarz ręczny
  - Kurt Looby, antiguański koszykarz
  - Rafał Maserak, polski tancerz
  - Julija Mierkułowa, rosyjska siatkarka
- 18 lutego:
  - Chelsea Hobbs, kanadyjska aktorka
  - Idriss Carlos Kameni, kameruński piłkarz, bramkarz
  - Stefania, księżna luksemburska
  - Kathrin Wörle-Scheller, niemiecka tenisistka
- 20 lutego:
  - Audra Mae, amerykańska piosenkarka
  - Brian McCann, amerykański baseballista
  - Jewhenija Sawranśka, ukraińska tenisistka
  - Ana Srebrnič, słoweńska szachistka
- 21 lutego:
  - Kirsty Balfour, brytyjska pływaczka
  - Erazem Lorbek, słoweński koszykarz
  - David Odonkor, niemiecki piłkarz pochodzenia ghańskiego
  - Antti Ruuskanen, fiński lekkoatleta, oszczepnik
  - Andreas Seppi, włoski tenisista
  - Jay Tabb, irlandzki piłkarz
  - James Wisniewski, amerykański hokeista pochodzenia polskiego
- 22 lutego:
  - Branislav Ivanović, serbski piłkarz
  - Patrick Murphy, australijski pływak
  - Wolha Sudarawa, białoruska lekkoatletka, skoczkini w dal
- 23 lutego
  - Goizeder Victoria Azúa, wenezuelska modelka, zwyciężczyni konkursów piękności
  - Jeong Yu-mi, południowokoreańska aktorka
  - Marcin Kokoszka, polski piłkarz
  - Piotr Stelmach, polski koszykarz
  - Wojciech Świętoński, polski pianista, pedagog
- 24 lutego:
  - Wilson Bethel, amerykański aktor
  - Tomasz Rosiński, polski piłkarz ręczny
  - Filip Šebo, słowacki piłkarz
  - Igor Țîgîrlaș, mołdawski piłkarz
  - Jannet Wanja, kenijska siatkarka
- 25 lutego:
  - Mariana Esnoz, argentyńska piosenkarka, aktorka
  - Craig Mackail-Smith, szkocki piłkarz
  - João Pereira, portugalski piłkarz
  - Jole Ruzzini, włoska siatkarka
  - Xing Huina, chińska lekkoatletka, biegaczka długodystansowa
  - Didier Ya Konan, iworyjski piłkarz
- 26 lutego:
  - Emmanuel Adebayor, togijski piłkarz
  - Alex de Angelis, sanmaryński motocyklista wyścigowy
  - Leonid Kritz, niemiecki szachista pochodzenia rosyjskiego
  - Natalia Lafourcade, meksykańska piosenkarka
  - Michał Marcinkiewicz, polski polityk, poseł na Sejm RP
  - Espen Ruud, norweski piłkarz
  - Beren Saat, turecka aktorka
  - Ałeksandar Todorowski, macedoński piłkarz
- 27 lutego – Akseli Kokkonen, norweski skoczek narciarski pochodzenia fińskiego
- 28 lutego:
  - Laura Asadauskaitė, litewska pięcioboistka nowoczesna
  - Agnieszka Cyl, polska biathlonistka
  - Josep Maria Guzmán, hiszpański koszykarz
  - Karolína Kurková, czeska modelka
  - Fredrik Stoor, szwedzki piłkarz
  - Daniel Żółtak, polski piłkarz ręczny
- 29 lutego:
  - Darren Ambrose, angielski piłkarz
  - Olga Bołądź, polska aktorka
  - Ernest Bong, vanuacki piłkarz, bramkarz
  - Daniel Brata, rumuński judoka
  - Mark Foster(inne języki), amerykański muzyk, wokalista, członek zespołu Foster the People
  - Ionuț Gheorghe, rumuński bokser
  - Dagmara Jack, polska kompozytorka
  - Cullen Jones, amerykański pływak
  - Daniel Lawitzke, niemiecki wioślarz
  - Ołeksandr Sajenko, ukraiński polityk
  - Barbara Tatara, polska modelka, zdobywczyni tytułu Miss Polonia
  - Nataļja Tiņina, łotewska siatkarka
  - Cam Ward, kanadyjski hokeista, bramkarz
  - Radik Żaparow, kazachski skoczek narciarski
- 1 marca:
  - Claudio Bieler, argentyński piłkarz
  - Al-Sayed Hamdy, egipski piłkarz
  - Patrick Helmes, niemiecki piłkarz
  - Alexander Steen, szwedzki hokeista
  - Blanka Winiarska, polska tancerka
- 2 marca:
  - Matylda Baczyńska, polska aktorka
  - Jonathan Ericsson, szwedzki hokeista
  - Loredana Iordăchioiu, rumuńska szpadzistka
  - Jun Tae-soo, południowokoreański aktor (zm. 2018)
  - Laura Valaas, amerykańska biegaczka narciarskaa
- 3 marca:
  - Maciej Biskupski, polski socjolog, działacz samorządowy
  - Marie-Gaïané Mikaelian, szwajcarska tenisistka
  - Aleksandr Siomin, rosyjski hokeista
  - Akiho Yoshizawa, japońska aktorka pornograficzna
- 4 marca:
  - Samuel Fuchs, brazylijski siatkarz
  - Norbert Hosnyánszky, węgierski piłkarz wodny
  - Kamila Kajak, polska tancerka
  - Tamir Kohen, izraelski piłkarz
  - Kazimierz Mazur, polski aktor
- 5 marca:
  - Dorothea Brandt, niemiecka pływaczka
  - Marcin Jaguś, polski żużlowiec
  - Marcello Miani, włoski wioślarz
  - Karolina Sobczak, polska aktorka niezawodowa
  - Yona, fińska piosenkarka
- 6 marca:
  - Nicolas Frey, francuski piłkarz
  - Vincent Kayizzi, ugandyjski piłkarz
  - Floé Kühnert, niemiecka lekkoatletka, tyczkarka
  - Mateusz Smoczyński, polski skrzypek jazzowy
- 7 marca:
  - Steve Burtt jr., amerykańsko-ukraiński koszykarz
  - Mathieu Flamini, francuski piłkarz
  - Brandon T. Jackson, amerykański aktor, komik
  - Lei Sheng, chiński florecista
  - Mike Lobel, kanadyjski aktor
  - Bartosz Martyna, polski aktor
  - Morena, maltańska piosenkarka
- 8 marca:
  - Rafik Djebbour, algierski piłkarz
  - Piotr Dranga, rosyjski akordeonista, wokalista, aktor
  - György Garics, austriacki piłkarz pochodzenia węgierskiego
  - Kazbek Giekkijew, rosyjski dziennikarz (zm. 2012)
  - Jadwiga Gryn, polska aktorka
  - Helen Jenkins, brytyjska triathlonistka
  - Rio Mavuba, francuski piłkarz pochodzenia angolskiego
  - Iwona Osowska, polska piłkarka
  - Alessandro Potenza, włoski piłkarz
  - Víctor Sada, hiszpański koszykarz narodowości katalońskiej
  - Saša Vujačić, słoweński koszykarz
  - Annemarie Părău, rumuńska koszykarka
- 9 marca:
  - Eduard Abzalimow, rosyjski bokser
  - Priscilla Ahn, amerykańska piosenkarka
  - Paulina Bryś, polska siatkarka
  - Kamel Ghilas, algierski piłkarz
  - Guillaume Gillet, belgijski piłkarz
  - Abdoulay Konko, francuski piłkarz
  - Julia Mancuso, amerykańska narciarka alpejska
  - Hanna Nooni, szwedzka tenisistka
  - Marija Pieriepiołkina, rosyjska siatkarka
- 10 marca:
  - Ruan Pienaar, południowoafrykański rugbysta
  - Olivia Wilde, amerykańska aktorka
  - Jan Ciharau, białoruski piłkarz
- 11 marca:
  - Rob Brown, amerykański aktor
  - Alex Gregory, brytyjski wioślarz
  - Marc-André Grondin, kanadyjski aktor
  - Mandy Hering, niemiecka piłkarka ręczna
  - Tom James, brytyjski wioślarz
  - Lauren Wenger, amerykańska piłkarka wodna
- 12 marca:
  - Jaimie Alexander, amerykańska aktorka
  - Alina Croitoru, rumuńska judoczka
  - Carmen Hart, amerykańska aktorka pornograficzna
  - Yusleinis Herrera, kubańska siatkarka
  - Narimene Madani, algierska siatkarka
  - Davide Marra, włoski siatkarz
  - Radosław Miszczak, polski dziennikarz muzyczny, przedsiębiorca
  - Aggrey Morris, tanzański piłkarz
  - Anna Szukalska, polska łuczniczka
- 13 marca:
  - Anderson Costa, brazylijski piłkarz
  - Steve Darcis, belgijski tenisista
  - Filipe Machado, brazylijski piłkarz (zm. 2016)
  - Aleksandra Maciak, polska judoczka
  - Chanelle Scheepers, południowoafrykańska tenisistka
- 14 marca:
  - Dan Crenshaw, amerykański komandor podporucznik, polityk, kongresman
  - Katarzyna Dąbrowska, polska aktorka, piosenkarka
  - Ana Muniz, brazylijska pływaczka
  - Antoni Porowski, kanadyjski aktor, model, kucharz, osobowość telewizyjna pochodzenia polskiego
  - Antti Siltala, fiński siatkarz
- 15 marca:
  - Sylwia Chruścicka, polska judoczka
  - Yves Grafenhorst, niemiecki piłkarz ręczny
  - Adam Hrycaniuk, polski koszykarz
  - Olivier Jean, kanadyjski łyżwiarz szybki
  - Simona Muccioli, sanmaryńska pływaczka
- 16 marca:
  - Sharon Cherop, kenijska lekkoatletka, biegaczka długodystansowa
  - Ernesto Cristaldo, paragwajski piłkarz
  - Kim Hae-ran, południowokoreańska siatkarka
  - Wilfried Sanou, burkiński piłkarz
- 17 marca – Chris Copeland, amerykański koszykarz
- 18 marca:
  - Paweł Mróz, polski koszykarz
  - Jan Prosiński, polski aktor, operator filmowy
  - Michael Schmid, szwajcarski narciarz dowolny
  - Wendy Young, australijska lekkoatletka, tyczkarka
- 19 marca:
  - Bianca Balti, włoska modelka
  - Chaszbaataryn Cagaanbaatar, mongolski judoka
  - Markus Halsti, fiński piłkarz
  - Karolina Zalewska, polska piłkarka ręczna
- 20 marca:
  - Dita Krūmberga, łotewska koszykarka
  - Robert Almer, austriacki piłkarz, bramkarz
  - Irina Chazowa, rosyjska biegaczka narciarska
  - Valtteri Filppula, fiński hokeista
  - Christy Carlson Romano, amerykańska aktorka, piosenkarka
  - Aneta Stodólna, polska fizyk
  - Fernando Torres, hiszpański piłkarz
- 21 marca:
  - Armando Alonso, kostarykański piłkarz
  - Antigoni Drismbioti, grecka lekkoatletka, chodziarka
  - Sopo Gelowani, gruzińska piosenkarka
  - Alma Izquierdo, meksykańska zapaśniczka
  - Grégory Mallet, francuski pływak
  - Max Pomeranc, amerykański aktor
  - Guillermo Daniel Rodríguez, urugwajski piłkarz
- 22 marca:
  - Annika Langvad, duńska kolarka górska i szosowa
  - Anna Terék, węgierska poetka i pisarka
  - Piotr Trochowski, niemiecki piłkarz pochodzenia polskiego
  - Zhang Zilin, chińska sekretarka, zwyciężczyni konkursu Miss World 2007
- 23 marca:
  - Isaac Chansa, zambijski piłkarz
  - Izabela Gwizdak, polska aktorka
  - Francesco Lodi, włoski piłkarz
  - Luis Ángel Maté, hiszpański kolarz szosowy
  - Şəhrun Yusifova, azerska zawodniczka taekwondo
- 24 marca:
  - Benoît Assou-Ekotto, kameruński piłkarz
  - Chris Bosh, amerykański koszykarz
  - Lauren Ervin, amerykańska koszykarka
  - Kim-Roar Hansen, norweski skoczek narciarski
  - Philipp Petzschner, niemiecki tenisista
  - Alberto Rafael da Silva, brazylijski piłkarz, bramkarz
  - Davis Tarwater, amerykański pływak
- 25 marca – Quinton Hosley, amerykański koszykarz, posiadający także gruzińskie obywatelstwo
- 26 marca:
  - Jimmy Howard, amerykański hokeista
  - Felix Neureuther, niemiecki narciarz alpejski
  - Annette Schwarz, niemiecka aktorka pornograficzna
  - Jürgen Spieß, niemiecki sztangista
  - Sara Jean Underwood, amerykańska aktorka, modelka
- 27 marca – Adam Ashley-Cooper, australijski rugbysta
- 28 marca:
  - Han Joon-woo, południowokoreański aktor
  - Dorota Kalaszczyńska, polska lekkoatletka, sprinterka
  - Sylvia Jebiwott Kibet, kenijska lekkoatletka, biegaczka długodystansowa
  - Mensur Mujdža, bośniacki piłkarz
  - Micheli Tomazela Pissinato, brazylijska siatkarka
  - Nikołaj Skworcow, rosyjski pływak
- 29 marca
  - Nikki Blue, amerykańska koszykarka, trenerka
  - Michał Dębiec, polski siatkarz
  - Walerija Sorokina, rosyjska badmintonistka
- 30 marca:
  - Mario Ančić, chorwacki tenisista
  - Gabriela Buławczyk, polska siatkarka
  - Eddy De Lépine, francuski lekkoatleta, sprinter
  - Helena Mattsson, szwedzka aktorka
  - Victor Emilio Ramírez, argentyński bokser
  - Samantha Stosur, australijska tenisistka
  - Amanda Vazquez, portorykańska siatkarka
- 31 marca – Marta Manowska, polska dziennikarka i prezenterka telewizyjna
- 1 kwietnia:
  - Jonas Gonçalves Oliveira, brazylijski piłkarz
  - Monika Krawiec, polska koszykarka
  - Alessandra Lucchino, włoska szablistka
  - Madżed Nasir, emiracki piłkarz, bramkarz
  - Marija Smolakowa, rosyjska zapaśniczka
- 2 kwietnia:
  - Nóra Barta, węgierska skoczkini do wody
  - Tiffany Brouwer, amerykańska aktorka
  - Saulius Klevinskas, litewski piłkarz, bramkarz
  - Anna Makarowa, rosyjska siatkarka
  - Jérémy Morel, francuski piłkarz
  - Shawn Roberts, kanadyjski aktor
- 3 kwietnia:
  - Ismaël Alassane, nigerski piłkarz
  - Selina Gasparin, szwajcarska biathlonistka
  - Szaren Haskel, izraelska działaczka społeczna, polityk
  - Maxi López, argentyński piłkarz
  - Jakub Molęda, polski piosenkarz
  - Łukasz Perłowski, polski siatkarz
  - Marta Stachowska, polska piłkarka
- 4 kwietnia – Adam Rybakowicz, polski przedsiębiorca, poseł na Sejm RP
- 5 kwietnia:
  - Marshall Allman, amerykański aktor
  - Rune Brattsveen, norweski biathlonista
  - Tetiana Fiłoniuk, ukraińska lekkoatletka, biegaczka długodystansowa
  - Aleksiej Głuchow, rosyjski hokeista
  - Maartje Goderie, holenderska hokeistka na trawie
  - Alma S. Grey, amerykańska aktorka
  - Darija Jurak, chorwacka tenisistka
  - Barbara Mularczyk, polska aktorka niezawodowa
  - Peter Penz, austriacki saneczkarz
  - Cristian Săpunaru, rumuński piłkarz
  - Aram Sargsjan, ormiański piosenkarz, kompozytor, aktor
  - Paweł Wilk, polski piłkarz ręczny
  - Kishō Yano, japoński piłkarz
- 6 kwietnia – Siboniso Gaxa, południowoafrykański piłkarz
- 7 kwietnia:
  - Rienat Janbajew, rosyjski piłkarz
  - Tomáš Suchánek, czeski żużlowiec
  - Lauriane Truchetet, francuska siatkarka
- 10 kwietnia:
  - Rui Machado, portugalski tenisista
  - Michał Materla, polski zawodnik MMA
  - Mandy Moore, amerykańska piosenkarka, aktorka
  - Damien Perquis, francusko-polski piłkarz
  - Gonzalo Rodríguez, argentyński piłkarz
  - Ana Soklič, słoweńska piosenkarka
- 11 kwietnia:
  - Colin Clark, amerykański piłkarz (zm. 2019)
  - Kelli Garner, amerykańska aktorka
  - Janie Guimond, kanadyjska siatkarka
  - Nikola Karabatić, francuski piłkarz ręczny pochodzenia chorwackiego
  - Kim Song-guk, północnokoreański bokser
  - Žan Košir, słoweński snowboardzista
  - Sébastien Turgot, francuski kolarz szosowy i torowy
- 12 kwietnia:
  - Sławosz Uznański-Wiśniewski, polski inżynier i astronauta
- 13 kwietnia:
  - Torsten Eckbrett, niemiecki kajakarz
  - Agnieszka Jagiełło, polska siatkarka
  - Anders Lindegaard, duński piłkarz, bramkarz
  - Hiro Mizushima, japoński aktor, model
  - Lennart Petrell, fiński hokeista
- 14 kwietnia:
  - Roda Ali Wais, dżibutyjska lekkoatletka, biegaczka
  - Amelia Atwater-Rhodes, amerykańska pisarka
  - Charles Hamelin, kanadyjski łyżwiarz szybki, specjalista short tracku
  - Salvador Palha, portugalski rugbysta
- 15 kwietnia:
  - Alicia DeShasier, amerykańska lekkoatletka, oszczepniczka
  - Kanako Hirai, japońska siatkarka
  - Mária Pietrová(inne języki), słowacka prezenterka telewizyjna
- 16 kwietnia:
  - Claire Foy, brytyjska aktorka
  - Tucker Fredricks, amerykański łyżwiarz szybki
  - Paweł Kieszek, polski piłkarz, bramkarz
  - Kanako Konno, japońska siatkarka
  - Daniela Rojková, słowacka siatkarka
  - Kerron Stewart, jamajska lekkoatletka, sprinterka
- 17 kwietnia:
  - Francis Crippen, amerykański pływak (zm. 2010)
  - Rosanna Davison, irlandzka fotomodelka, zdobywczyni tytułu Miss World
  - Lyndsie Fogarty, australijska kajakarka
  - Grzegorz Kmiecik, polski piłkarz
  - Marcin Komorowski, polski piłkarz
  - Paul-Henri de Le Rue, francuski snowboardzista
  - Jed Lowrie, amerykański baseballista
  - Raffaele Palladino, włoski piłkarz
  - C.J. Watson, amerykański koszykarz
- 18 kwietnia:
  - America Ferrera, amerykańska aktorka, modelka pochodzenia honduraskiego
  - Michaela Monzoni, czeska siatkarka
  - Ondřej Němec, czeski hokeista
  - Sun Yufei, chińska lekkoatletka, tyczkarka
  - Aman Wote, etiopski lekkoatleta, długodystansowiec
- 21 kwietnia
  - Jennifer Dahlgren, argentyńska lekkoatletka, młociarka
  - Maciej Faryna, polski wokalista, kompozytor, autor tekstów, współzałożyciel zespołu Stop Mi!
  - Hikaru Nakamura, japońska mangaka
- 22 kwietnia:
  - Amelle Berrabah, brytyjska wokalistka pochodzenia marokańskiego, członkini zespołu Sugababes
  - Léonore Perrus, francuska szablistka
  - Michelle Ryan, brytyjska aktorka
  - Nikoleta Stefanova, włoska tenisistka stołowa pochodzenia bułgarskiego
  - Alice Tzeng, tajwańska modelka i aktorka
- 23 kwietnia:
  - Jung Jo-gook, południowokoreański piłkarz
  - Aleksandra Kostieniuk, rosyjska szachistka
  - Władimir Lebiediew, rosyjski narciarz dowolny
  - Jasna Majstorović, serbska siatkarka
  - Daniela Pešková, słowacka strzelczyni
- 24 kwietnia:
  - Vendula Adlerová, czeska siatkarka
  - Paulius Jankūnas, litewski koszykarz
  - Andrew Mwesigwa, ugandyjski piłkarz
  - Guirane N’Daw, senegalski piłkarz
- 25 kwietnia – Kalle Keituri, fiński skoczek narciarski
- 26 kwietnia:
  - Angie Bland, belgijska siatkarka
  - Lee Humphrey, amerykański koszykarz
  - Petrina Price, australijska lekkoatletka, skoczkini wzwyż
  - Bartosz Szymoniak, polski wokalista, członek zespołu Sztywny Pal Azji
  - Katarzyna Wtorkowska, polska judoczka
- 27 kwietnia:
  - Agnieszka Dyk, polska wokalistka, członkini zespołu Brathanki
  - Serhij Ferenczak, ukraiński piłkarz (zm. 2021)
  - Fabien Gilot, francuski pływak
  - Hannes Þór Halldórsson, islandzki piłkarz, bramkarz
  - Wirjinia Krawarioti, grecka żeglarka sportowa
  - Félix Rodríguez, nikaraguański piłkarz
  - Eva Simons, holenderska piosenkarka
  - Patrick Stump, amerykański gitarzysta, wokalista, kompozytor, członek zespołu Fall Out Boy
- 28 kwietnia – Pedro Leal, portugalski rugbysta
- 29 kwietnia:
  - Ana Cabecinha, portugalska lekkoatletka, chodziarka
  - Taylor Cole, amerykańska aktorka, modelka
  - Firass Dirani, australijski aktor
  - Lina Krasnorucka, rosyjska tenisistka
  - Krzysztof Wieszczek, polski aktor
- 30 kwietnia:
  - Seimone Augustus, amerykańska koszykarka
  - Andra Manson, amerykański lekkoatleta, skoczek wzwyż
  - Zhu Lin, chińska badmintonistka
  - Katarzyna Wierzbicka, polska lekkoatletka, tyczkarka
- 1 maja:
  - Kerry Bishé, amerykańska aktorka pochodzenia nowozelandzkiego
  - Adam Chadaj, polski tenisista
  - Filip Drzewiecki, polski hokeista
  - Alexander Farnerud, szwedzki piłkarz
  - Maciej Frączyk, polski satyryk, recenzent, prezenter radiowy, osobowość internetowa
  - Martina Guiggi, włoska siatkarka
  - Iryna Nafranowicz, białoruska biegaczka narciarska, biathlonistka
  - Joanna Sakowicz-Kostecka, polska tenisistka
  - Monika Węgiel, polska aktorka, piosenkarka
- 2 maja:
  - Grace Clements, brytyjska lekkoatletka, wieloboistka
  - Swietłana Czeredniczenko, ukraińska szachistka
  - Katrin Engel, austriacka piłkarka ręczna
  - Yukari Kinga, japońska piłkarka
  - Saulius Mikoliūnas, litewski piłkarz
  - Thabo Sefolosha, szwajcarski koszykarz pochodzenia południowoafrykańskiego
  - Marta Ścisłowicz, polska aktorka
  - Alice Teodorescu Måwe, szwedzka prawniczka, publicystka, działaczka polityczna pochodzenia rumuńskiego
  - Flor Velázquez, wenezuelska judoczka
- 3 maja:
  - Cheryl Burke, amerykańska tancerka
  - Ludmiła Sapowa, rosyjska koszykarka
  - Takanori Sugeno, japoński piłkarz, bramkarz
- 4 maja:
  - Little Boots, brytyjska piosenkarka
  - Olga Fatiejewa, rosyjska siatkarka
  - Mark Jamieson, australijski kolarz szosowy i torowy
  - Sarah Meier, szwajcarska łyżwiarka figurowa
  - Dimitri Peters, niemiecki judoka
- 6 maja:
  - Edin Bavčić, bośniacki koszykarz
  - Anton Babczuk, rosyjski hokeista pochodzenia ukraińskiego
  - Juan Pablo Carrizo, argentyński piłkarz, bramkarz
  - Omar Hammami, amerykański terrorysta pochodzenia syryjskiego (zm. 2013)
  - Iva Obradović, serbska wioślarka
  - Michał Zieliński, polski piłkarz
  - Oliver Lafayette, amerykański koszykarz
- 7 maja:
  - Kate Dennison, brytyjska lekkoatletka, tyczkarka
  - Chris Nurse, gujański piłkarz
  - Kevin Owens, kanadyjski wrestler
  - Shavkat Raimqulov, uzbecki piłkarz
- 8 maja:
  - Ariane Labed, grecka aktorka
  - Maxi Pereira, urugwajski piłkarz
  - Sandra Šarić, serbska taekwondzistka
  - Kamal Ait El Haj, marokański piłkarz
- 9 maja:
  - Bisz, polski raper, poeta, producent muzyczny
  - Natália Falavigna, brazylijska taekwondzistka
  - Zach Railey, amerykański żeglarz sportowy
- 10 maja:
  - Hanne Schenk, szwajcarska bobsleistka
  - Alana Boyd, australijska lekkoatletka, tyczkarka
  - Emmanuel Callender, trynidadzko-tobagijski lekkoatleta, sprinter
  - Sarah Katsoulis, australijska pływaczka
  - Danilo Larangeira, brazylijsko-włoski piłkarz
  - Michal Šimečka, słowacki politolog, polityk, eurodeputowany
  - Martin Smedberg-Dalence, szwedzko-boliwijski piłkarz
  - Lucia Töröková, słowacka siatkarka
- 11 maja:
  - Andrés Iniesta, hiszpański piłkarz
  - Arttu Lappi, fiński skoczek narciarski
- 12 maja – Allison Jones, amerykańska narciarka alpejska i kolarka
- 13 maja:
  - Ahmad Adżab al-Azimi, kuwejcki piłkarz
  - Dimitra Emanuil, grecka lekkoatletka, tyczkarka
  - Dawn Harper-Nelson, amerykańska lekkoatletka, płotkarka
  - Dmitrij Kazionow, rosyjski hokeista
  - Emilie Turunen, duńska polityk
- 14 maja:
  - Brackcides Khadambi, kenijska siatkarka
  - Takashi Miura, japoński bokser
  - Olly Murs, brytyjski piosenkarz, kompozytor
  - Tomasz Torres, polski perkusista pochodzenia kubańskiego, członek zespołu Afromental
  - Sugoi Uriarte, hiszpański judoka
  - Anna Werblińska, polska siatkarka
  - Hassan Yebda, algierski piłkarz
  - Mark Zuckerberg, amerykański przedsiębiorca, programista komputerowy pochodzenia żydowskiego
- 15 maja:
  - Andrei Cristea, rumuński piłkarz
  - Agata Dróżdż, polska lekkoatletka, biegaczka
  - Piotr Iwanicki, polski tancerz
  - Medhi Lacen, algierski piłkarz
  - Juan Carlos Valenzuela, meksykański piłkarz
- 16 maja – Darío Cvitanich, argentyński piłkarz
- 17 maja:
  - Christian Bolaños, kostarykański piłkarz
  - Igor Dienisow, rosyjski piłkarz
  - Carmen Klausbruckner, austriacka lekkoatletka, tyczkarka
  - Andreas Kofler, austriacki skoczek narciarski
  - Simon Mathew, duński piosenkarz
  - Christine Ohuruogu, brytyjska lekkoatletka, sprinterka pochodzenia nigeryjskiego
  - Passenger, brytyjski piosenkarz, autor tekstów
  - Domenico Valentino, włoski bokser
- 18 maja:
  - Agnieszka Jankowiak-Maik, polska historyk, redaktorka serwisów historycznych
  - Kamil Kopúnek, słowacki piłkarz
  - Iwet Łałowa, bułgarska lekkoatletka, sprinterka
  - Joakim Soria, meksykański baseballista
  - Niki Terpstra, holenderski kolarz szosowy i torowy
- 19 maja – Alaina Berube, amerykańska zapaśniczka
- 20 maja
  - Maciej Dąbrowski, polski youtuber, osobowość medialna
  - Magdalena Sobkowiak-Czarnecka, polska dziennikarka, podsekretarz stanu
- 21 maja:
  - Justyna Barciak, polska zapaśniczka
  - Dijana Jovetić, chorwacka piłkarka ręczna
  - Milena Olszewska, polska sportsmenka paraolimpijska
  - Rastislav Trnka, słowacki polityk, przewodniczący kraju koszyckiego
  - Martina Viestová, słowacka siatkarka
  - Nadieżda Zięba, polska badmintonistka pochodzenia białoruskiego
- 22 maja:
  - Monika Gombar, rumuńska lekkoatletka, tyczkarka
  - Laurence Halsted, brytyjski florecista
  - Karoline Herfurth, niemiecka aktorka
  - Dustin Moskovitz, amerykański przedsiębiorca
  - Bismarck du Plessis, południowoafrykański rugbysta
  - Kamil Wnuk, polski polityk, samorządowiec, poseł na Sejm RP
- 24 maja:
  - Kenneth Bjerre, duński żużlowiec
  - Denise Dupont, duńska curlerka
  - Katarzyna Furmaniak, polska bokserka
  - Ludovic Quistin, gwadelupski piłkarz (zm. 2012)
  - Alma Zadić, austriacka polityk
- 25 maja:
  - Paulina Ligocka, polska snowboardzistka
  - Emma Marrone, włoska piosenkarka, autorka tekstów, kompozytorka
  - Kostas Martakis, grecki piosenkarz
  - Marion Raven, norweska piosenkarka
  - Unnur Birna Vilhjálmsdóttir, islandzka policjantka, tancerka, zdobywczyni tytułu Miss World
  - Maciej Żebrowski, polski samorządowiec, burmistrz Wałcza
- 26 maja:
  - Maciej Bochniak, polski reżyser i scenarzysta filmowy
  - Jamie Lynn Gray, amerykańska strzelczyni sportowa
  - Łukasz Szukała, polski piłkarz
- 27 maja – Konrad Berkowicz, polski informatyk, polityk, poseł na Sejm RP
- 28 maja:
  - Beth Allen, nowozelandzka aktorka
  - Yulián Anchico, kolumbijski piłkarz
  - Zsolt Hirling, węgierski wioślarz
  - Annelie van Wyk, południowoafrykańska lekkoatletka, tyczkarka
- 29 maja:
  - Carmelo Anthony, amerykański koszykarz
  - Andrew Crofts, walijski piłkarz
  - Gauthier Grumier, francuski szpadzista
  - Prapawadee Jaroenrattanatarakoon, tajska sztangistka
  - Funmi Jimoh, amerykańska lekkoatletka, skoczkini w dal
  - Kaycee Stroh, amerykańska aktorka, tancerka, piosenkarka
  - Aleksiej Tiszczenko, rosyjski bokser
- 30 maja:
  - Szalwa Gadabadze, azerski zapaśnik pochodzenia gruzińskiego
  - Islom Inomov, uzbecki piłkarz
  - Danuta Plewnia, polska lekkoatletka, oszczepniczka
  - Kostja Ullmann, niemiecki aktor
- 31 maja:
  - Milorad Čavić, serbski pływak
  - Swetosław Djakow, bułgarski polityk
  - Sanja Gamma, chorwacka siatkarka
  - Nate Robinson, amerykański koszykarz
  - Daniela Samulski, niemiecka pływaczka (zm. 2018)
- 1 czerwca – Alicia Bozon, francuska pływaczka
- 2 czerwca:
  - Ihor Borysyk, ukraiński pływak
  - Tyler Farrar, amerykański kolarz szosowy
  - Jolanta Kajtoch, polska lekkoatletka, sprinterka
  - Erika Villaécija, hiszpańska pływaczka
- 4 czerwca:
  - Henri Bedimo, kameruński piłkarz
  - Jillian Murray, amerykańska aktorka
  - Machacz Murtazalijew, rosyjski zapaśnik pochodzenia azerskiego
  - Jakub Pączek, polski reżyser filmowy
  - Anna Połowniewa, rosyjska zapaśniczka
- 7 czerwca:
  - Magdalena Pietrzak, polska koszykarka
  - Adnan Ahmed, pakistański piłkarz
  - Ewa Brodnicka, polska pięściarka
  - Ari Koivunen, fiński wokalista, członek zespołu Amoral
  - Jason Morrison, jamajski piłkarz
  - Marcel Schäfer, niemiecki piłkarz
  - Cédric Sorhaindo, francuski piłkarz ręczny
- 8 czerwca:
  - Andrea Casiraghi, członek monakijskiej rodziny książęcej
  - Torrey DeVitto, amerykańska aktorka
  - Derick Kuün, południowoafrykański rugbysta
  - Javier Mascherano, argentyński piłkarz
  - Nina Reithmayer, austriacka saneczkarka
- 9 czerwca – Wesley Sneijder, holenderski piłkarz
- 10 czerwca – Ibrahima Ndione, senegalski piłkarz
- 11 czerwca:
  - Nenad Mišanović, serbski koszykarz
  - Ai Kobayashi, japońska curlerka
  - Andrzej Kwieciński, polski kompozytor
- 12 czerwca:
  - Chiara Appendino, włoska działaczka samorządowa, burmistrz Turynu
  - Daniela Gildenberger, argentyńska siatkarka
  - Lindsey Harding, amerykańska i białoruska koszykarka, skaut koszykarski
  - James Kwalia, katarski lekkoatleta, długodystansowiec pochodzenia kenijskiego
  - Luo Xiaojuan, chińska szpadzistka
  - Paweł Sarna, polski kajakarz górski
  - Mohamed Hamdan, marokański piłkarz
- 13 czerwca:
  - Nery Castillo, meksykański piłkarz
  - Kaori Ichō, japońska zapaśniczka
  - Antje Möldner-Schmidt, niemiecka lekkoatletka, biegaczka średnio- i długodystansowa
  - Fernanda Rodrigeus, brazylijska siatkarka
  - Joyce Silva, brazylijska siatkarka
  - Lisa Willis, amerykańska koszykarka
- 14 czerwca:
  - Siobhán Donaghy, brytyjska piosenkarka pochodzenia irlandzkiego
  - Jurij Priłukow, rosyjski pływak
  - Zuzana Smatanová, słowacka piosenkarka, kompozytorka, autorka tekstów
  - Roderick Trice, amerykański koszykarz
- 15 czerwca:
  - Amber Coffman, amerykańska wokalistka, członkini zespołu Dirty Projectors
  - Dmytro Zabirczenko, ukraiński koszykarz, trener
  - Eva Hrdinová, czeska tenisistka
  - Tim Lincecum, amerykański baseballista
  - Maksym Poliszczuk, ukraiński kolarz szosowy i torowy
  - Hugo Sánchez Jr., meksykański piłkarz (zm. 2014)
- 17 czerwca:
  - John Gallagher Jr., amerykański aktor, muzyk
  - Luis Jiménez, chilijski piłkarz
  - Allan Ray, amerykański koszykarz
  - Lindie Roux, południowoafrykańska lekkoatletka, tyczkarka
  - Si Tianfeng, chiński lekkoatleta, chodziarz
  - Mitchel Steenman, holenderski wioślarz
  - Chris Weidman, amerykański zawodnik MMA
- 18 czerwca:
  - Janne Happonen, fiński skoczek narciarski
  - Emilia Rogucka, polska piłkarka ręczna
  - Wilfredo Vázquez Jr., portorykański bokser
- 19 czerwca:
  - Paul Dano, amerykański aktor
  - Luiz Felipe Fonteles, brazylijski siatkarz
  - Alija Iksanowa, rosyjska biegaczka narciarska
  - Julija Obertas, rosyjska łyżwiarka figurowa pochodzenia ukraińskiego
  - Kana Ōyama, japońska siatkarka
- 21 czerwca:
  - Alicia Alighatti, amerykańska aktorka pornograficzna
  - Milan Bruncvík, czeski wioślarz
  - Pape Diakhaté, senegalski piłkarz
  - Ghadir Marih, izraelska dziennikarka, polityk pochodzenia druzyjskiego
  - Zabit Samiedow, białoruski kick-boxer pochodzenia azerskiego
  - Rastislav Špirko, słowacki hokeista
  - Luis Venegas, meksykański piłkarz
  - Yu Dawei, chiński siatkarz
- 22 czerwca:
  - Guo Wenjun, chińska strzelczyni sportowa
  - Janko Tipsarević, serbski tenisista
- 23 czerwca:
  - Akgul Amanmuradova, uzbecka tenisistka
  - Iulia Dubina, gruzińska lekkoatletka, trójskoczkini
  - Duffy, walijska piosenkarka
  - Du Jing, chińska badmintonistka
  - Manuel Iturra, chilijski piłkarz
  - Takeshi Matsuda, japoński pływak
  - Anastazja Radina, ukraińska polityczka
  - Matthew Ryan, australijski wioślarz
  - Levern Spencer, lekkoatletka z Saint Lucia, skoczkini wzwyż
  - Dika Toua, papuańska sztangistka
  - Imke Wedekind, niemiecka siatkarka
- 24 czerwca – Christian Nagiller, austriacki skoczek narciarski
- 25 czerwca:
  - Kay van Dijk, holenderski siatkarz
  - Jewgienij Łobanow, rosyjski hokeista
  - Natalia Mrozińska, polska koszykarka
  - Sidarka Núñez, dominikańska siatkarka
- 26 czerwca:
  - José Juan Barea, portorykański koszykarz
  - Raymond Felton, amerykański koszykarz
  - Indila, francuska piosenkarka
  - Presława, bułgarska piosenkarka
  - Magdalena Skorek, polska koszykarka
  - Deron Williams, amerykański koszykarz
- 27 czerwca
  - José Holebas, grecki piłkarz
  - Gökhan İnler, szwajcarski piłkarz pochodzenia tureckiego
  - Khloé Kardashian, amerykańska celebrytka, modelka, osobowość telewizyjna i radiowa pochodzenia ormiańskiego
  - Conor Lamb, amerykański polityk, kongresman
- 28 czerwca:
  - Michael Fraser, kanadyjski koszykarz
  - Isabell Klein, niemiecka piłkarka ręczna
  - Urszula Nęcka, polska lekkoatletka, biegaczka długodystansowa
  - Andrij Piatow, ukraiński piłkarz, bramkarz
- 29 czerwca – Pedro Carvalho, portugalski rugbysta
- 30 czerwca
  - Gabriel Badilla, kostarykański piłkarz (zm. 2016)
  - Fantasia Barrino, amerykańska piosenkarka
  - Daniele De Pandis, włoski siatkarz
  - Dmitrij Ipatow, rosyjski skoczek narciarski
  - Bojidar Slavev, francuski siatkarz pochodzenia bułgarskiego
  - Thomas Stalker, brytyjski bokser
- 1 lipca
  - Răzvan Burleanu, rumuński działacz piłkarski
  - Jérémy Decerle, francuski rolnik, związkowiec, polityk, eurodeputowany
  - Aleksandr Panajotow, rosyjsko-ukraiński piosenkarz
  - Michele Rivera, salwadorska lekkoatletka, tyczkarka
  - Chaouki Ben Saada, tunezyjski piłkarz
  - Donald Thomas, bahamski lekkoatleta, skoczek wzwyż
  - Toontje Van Lankvelt, kanadyjski siatkarz pochodzenia holenderskiego
- 2 lipca
  - Sandrine Brétigny, francuska piłkarka
  - Eugent Bushpepa, albański muzyk, piosenkarz, aktywista społeczny
  - Julie Engelbrecht, francusko-niemiecka aktorka
  - Dorin Goga, rumuński piłkarz
  - Walerij Korobkin, kazachski piłkarz pochodzenia rosyjskiego
  - Maarten Martens, belgijski piłkarz
  - Colin Russell, kanadyjski pływak
  - Elise Stefanik, amerykańska polityk, kongreswoman
  - Johnny Weir, amerykański łyżwiarz figurowy
  - Zhu Jun, chiński florecista
- 3 lipca:
  - Magdalena Braun, polska judoczka
  - Maksym Bursak, ukraiński bokser
  - Kristina Gadschiew, niemiecka lekkoatletka, tyczkarka
  - Marzena Makuła, polska judoczka
  - Churandy Martina, holenderski lekkoatleta, sprinter
  - Vanessa Palacios, peruwiańska siatkarka
  - Corey Sevier, kanadyjski aktor
- 4 lipca:
  - Kevin Harmse, kanadyjski piłkarz
  - Katarzyna Kita, polska lekkoatletka, młociarka
  - Amine Ltaïef, tunezyjski piłkarz
  - Jennifer Newrkla, austriacka aktorka pochodzenia chorwackiego
  - Stéphane Tolar, francuski siatkarz
- 5 lipca
  - Bérénice, francuska piosenkarka
  - Danay García, kubańska aktorka
  - Wojciech Łozowski, polski wokalista, prezenter telewizyjny
  - Anna Oziero, polska judoczka
  - Krzysztof Szubarga, polski koszykarz
- 6 lipca:
  - Hraczik Dżawachian, ormiański bokser
  - Lauren Harris, brytyjska piosenkarka
  - Amber Liu, amerykańska tenisistka
  - Shenay Perry, amerykańska tenisistka
  - Zhang Hao, chiński łyżwiarz figurowy
- 7 lipca:
  - Alberto Aquilani, włoski piłkarz
  - Przemysław Czaja, polski kibic (zm. 1998)
  - Jan Gałach, polski skrzypek, kompozytor, aranżer
  - Ołeksij Honczaruk, ukraiński prawnik, polityk, premier Ukrainy
  - Kinga Kubicka, polska judoczka
  - Ross Malinger, amerykański aktor
  - Wang Bingyu, chińska curlerka
- 8 lipca
  - Alexis Dziena, amerykańska aktorka pochodzenia polsko-włosko-irlandzkiego
  - Ignacio González, meksykański piłkarz
  - Jurij Hładyr, ukraiński siatkarz
  - Hwang Ji-man, południowokoreański badmintonista
  - Daniella Sarahyba, brazylijska modelka pochodzenia libańsko-hiszpańskiego
  - Leonid (Sołdatow), rosyjski biskup prawosławny
- 9 lipca
  - Łukasz Błach, polski judoka
  - Olusoji Fasuba, nigeryjski lekkoatleta, sprinter
  - Hanna R. Hall, amerykańska aktorka
- 10 lipca:
  - Adris De León, dominikański koszykarz
  - Axel Jacobsen, duński siatkarz
  - Graham Weir, szkocki piłkarz
  - Aleksandra Zienkiewicz, polska aktorka
- 11 lipca
  - Tanith Belbin, amerykańska łyżwiarka figurowa pochodzenia kanadyjskiego
  - Naoko Hashimoto, japońska siatkarka
  - Joe Pavelski, amerykański hokeista pochodzenia polskiego
  - Ben Spies, amerykański motocyklista wyścigowy
  - Morné Steyn, południowoafrykański rugbysta
  - Rachael Taylor, australijska aktorka, modelka
  - Jekatierina Wiłkowa, rosyjska aktorka
- 12 lipca:
  - Birsel Vardarlı, turecka koszykarka
  - Karolina Gronau, polska lekkoatletka, skoczkini wzwyż
  - Patrycja Pożerska, polska piłkarka
- 13 lipca – Pierre Pujol, francuski siatkarz
- 14 lipca:
  - Emily Webley-Smith, brytyjska tenisistka
  - Renaldo Balkman, amerykański koszykarz
- 15 lipca:
  - Sylwia Ejdys, polska lekkoatletka, biegaczka średniodystansowa
  - Ayana Riviere, lekkoatletka z Trynidadu i Tobago, tyczkarka
- 16 lipca – María José Argeri, argentyńska tenisistka
- 18 lipca:
  - Ayumi Watase, japońska skoczkini narciarska
  - Jamon Gordon, amerykański koszykarz
- 19 lipca:
  - Agnieszka Sienkiewicz, polska aktorka
  - Karolina Wiśniewska, polska siatkarka
- 20 lipca:
  - Andrzej Misiewicz, polski koszykarz
  - Shusaku Hosoyama, japoński skoczek narciarski
  - Marcin Porzucek, polski samorządowiec, polityk, poseł na Sejm RP
- 21 lipca:
  - Małgorzata Bereza, polska szpadzistka
  - Maciej Masłowski, polski informatyk, polityk, poseł na Sejm RP
- 22 lipca:
  - Kinzie Kenner, amerykańska aktorka pornograficzna
  - Krzysztof Kubów, polski polityk, sekretarz stanu w Ministerstwie Energii
- 23 lipca:
  - Natalia Golasowska, polska piłkarka
  - Yann Jouffre, francuski piłkarz
  - Anna Matusiak, polska dziennikarka
- 24 lipca:
  - Josephine Grima, maltańska koszykarka
  - Hsu Hsueh-chin, tajwańska lekkoatletka, tyczkarka
  - Juha-Matti Ruuskanen, fiński skoczek narciarski
  - Debby Stam-Pilon, holenderska siatkarka
- 26 lipca:
  - Marta Żmuda Trzebiatowska, polska aktorka
  - Agnieszka Sienkiewicz, polska aktorka
- 27 lipca – Taylor Schilling, amerykańska aktorka
- 28 lipca:
  - Oksana Kurt, azerska siatkarka
  - Zach Parise, amerykański hokeista
  - Dariusz Przybylski, polski organista, kompozytor
  - Maciej Raczyński, polski koszykarz, trener
  - Roline Repelaer van Driel, holenderska wioślarka
- 29 lipca – Chu Jinling, chińska siatkarka
- 30 lipca:
  - Anda Eibele, łotewska koszykarka
  - Ashley Ellyllon, amerykańska kompozytorka, pianistka, keyboardzistka
  - Antoine Guignard, szwajcarski skoczek narciarski
- 31 lipca:
  - Anna Huculak, polska lekkoatletka, tyczkarka
  - Anna Janocha, polska aktorka
  - Megumi Kurihara, japońska siatkarka
- 1 sierpnia:
  - Krystle Esdelle, trynidadzko-tobagijska siatkarka
  - Bastian Schweinsteiger, niemiecki piłkarz
  - Anna Siedojkina, rosyjska piłkarka ręczna
  - Ana Vrljić, chorwacka tenisistka
- 2 sierpnia:
  - Philippe Souanga, iworyjski piłkarz
  - Ewina Stamati, grecka koszykarka
- 3 sierpnia – Erika Araki, japońska siatkarka
- 4 sierpnia:
  - Maria Szymańska, polska szachistka
  - Caroline Wensink, holenderska siatkarka
- 6 sierpnia
  - Choi Hyeon-ju, południowokoreańska łuczniczka
  - Helena Ekholm, szwedzka biathlonistka
  - Sandra Frei, szwajcarska snowboardzistka
  - Maja Ognjenović, serbska siatkarka
- 8 sierpnia:
  - Kang Chil-ku, koreański skoczek narciarski
  - Katarzyna Armatys - Wisniewska, polska politolog, specjalistka ds. PR
- 9 sierpnia – Alena Procházková, słowacka biegaczka narciarska
- 10 sierpnia – Jolanta Rutowicz, polska gwiazda telewizyjna
- 11 sierpnia – Mojtaba Abedini, irański szermierz
- 13 sierpnia – Alona Bondarenko, ukraińska tenisistka
- 14 sierpnia:
  - Eva Birnerová, czeska tenisistka
  - Vazhipali Suresh Surekha, indyjska lekkoatletka, tyczkarka
- 17 sierpnia – Gabriela Kornacka, polska piłkarka ręczna
- 18 sierpnia:
  - Kimberly Glass, amerykańska siatkarka
  - Robert Huth, niemiecki piłkarz
  - Mustafa Shakur, amerykański koszykarz
- 19 sierpnia – Christian Ulmer, niemiecki skoczek narciarski
- 20 sierpnia – Melesia Mafileʻo, tongijska, wszechstronna lekkoatletka
- 21 sierpnia – Alizée, francuska piosenkarka
- 22 sierpnia – Hubert Jarczak, polski aktor
- 23 sierpnia – Michalina Jagodzińska, polska siatkarka
- 24 sierpnia:
  - Valdonė Petrauskaitė, litewska siatkarka
  - Agnieszka Winczo, polska piłkarka
- 25 sierpnia – Cezary Tomczyk, polski polityk
- 27 sierpnia – Aleksandra Pawlak, polska koszykarka
- 28 sierpnia – Sue Kupper, kanadyjska lekkoatletka, tyczkarka
- 29 sierpnia – Helge Meeuw, niemiecki pływak
- 30 sierpnia:
  - Aneta Hladíková, czeska kolarka BMX
  - Ołeksandr Łazarowicz, ukraiński skoczek narciarski
  - Magdalena Łośko, polska działaczka samorządowa, polityk, poseł na Sejm RP
  - Trey Johnson, amerykański koszykarz, posiadający także katarskie obywatelstwo
  - Abdelmounaïm El Hajaoui, francusko-marokański piłkarz
- 31 sierpnia:
  - Sameer Bhattacharya, amerykański gitarzysta
  - Marzena Kłuczyńska, polska lekkoatletka, biegaczka długodystansowa
  - Javier Mojica, portorykański koszykarz, posiadający także amerykańskie obywatelstwo
- 2 września:
  - Jack Peñate, brytyjski muzyk[1]
  - Annabella Scherer, niemiecka lekkoatletka, skoczkini wzwyż
- 3 września:
  - Paz de la Huerta, amerykańska aktorka
  - Garrett Hedlund, amerykański aktor
- 4 września:
  - Iva Slišković, chorwacka koszykarka
  - Jonathan Adam, szkocki kierowca wyścigowy
  - Tetiana Łużanśka, amerykańska tenisistka, pochodzenia ukraińskiego
  - Bine Zupan, słoweński skoczek narciarski
- 5 września: 
  - Nabila Chihab, włoska siatkarka
  - Han Song-yi, południowokoreańska siatkarka
  - Chris Anker Sørensen, duński kolarz szosowy, olimpijczyk, komentator sportowy (zm. 2021)
- 6 września
  - Yaowapa Boorapolchai, tajska zawodniczka taekwondo
  - Pernille Holst Holmsgaard, duńska piłkarka ręczna
  - Orsi Kocsis, węgierska modelka
- 7 września
  - Anne Breitreiner, niemiecka koszykarka
  - Joei Clyburn, amerykańska koszykarka
  - Natalia Misiuna, ukraińśka siatkarka
  - Emma Moffatt, australijska triathlonistka
  - Kamil Smala, polski grafik, malarz, rysownik, gitarzysta
  - Martyna Wardak, polska siatkarka plażowa
  - Wiera Zwonariowa, rosyjska tenisistka
- 10 września:
  - Matthew Followill, gitarzysta Kings of Leon
  - Magdalena Głuszak, polska siatkarka
  - Lukáš Hlava, czeski skoczek narciarski
  - Alina Levshin, niemiecka aktorka
- 12 września:
  - Łukasz Koszarek, polski koszykarz
  - Chelsea Carey, kanadyjska curlerka
  - Petra Marklund, szwedzka piosenkarka, znana jako September
  - Oksana Żukowska, rosyjska lekkoatletka, skoczkini w dal
- 14 września:
  - Zoriana Pyłypiuk, polska siatkarka
  - Adam Lamberg, amerykański aktor
- 15 września:
  - książę Harry
  - Marzena Kropidłowska, polska siatkarka
  - Marcin Mastalerek, polski polityk, poseł na Sejm RP
- 16 września:
  - Joanna Kaczor, polska siatkarka
  - Katie Melua, gruzińska piosenkarka
  - Ewa Piątkowska, polska bokserka
  - Johanna Schnarf, włoska narciarka alpejska
  - Katarzyna Skorupa, polska siatkarka
  - Małgorzata Skorupa, polska siatkarka
- 17 września – Tatjana Popowa, rosyjska koszykarka
- 18 września – Michael Umeh, amerykański koszykarz, posiadający także nigeryjskie obywatelstwo
- 20 września:
  - Brian Joubert, francuski łyżwiarz figurowy
  - Tomasz Kaczmarek, polski trener piłkarski
  - Yarianna Martínez, kubańska lekkoatletka, trójskoczkini
- 21 września – Alena Hiendziel, białoruska siatkarka
- 22 września:
  - Susana Costa, portugalska lekkoatletka, trójskoczkini
  - Henok Goitom, szwedzki piłkarz
- 24 września:
  - Bobby Brown, amerykański koszykarz
  - Klaudia Jans-Ignacik, polska tenisistka
  - Ludmyła Josypenko, ukraińska lekkoatletka, wieloboistka
  - Katarzyna Jóźwicka, polska siatkarka
- 25 września:
  - Mariusz Chrzanowski, polski prawnik, samorządowiec, prezydent Łomży
  - Marshevet Myers, amerykańska lekkoatletka, sprinterka i skoczkini w dal
- 27 września:
  - Andrew Garbarino, amerykański polityk, kongresman
  - Angela Haynes, amerykańska tenisistka
  - Avril Lavigne, kanadyjska wokalistka pop-rockowa
- 29 września – Zsófia Fegyverneky, węgierska koszykarka
- 30 września – Ionuț Dimofte, rumuński rugbysta
- 1 października:
  - Paulina Bobak, polska biathlonistka
  - Laura Pous Tió, hiszpańska tenisistka
- 2 października:
  - Swiatłana Chachłowa, białoruska pływaczka
  - Paulina Matysiak, polska działaczka samorządowa, polityk, poseł na Sejm RP
  - Markéta Pekarová Adamová, czeska działaczka samorządowa, polityk, przewodnicząca Izby Poselskiej
- 3 października:
  - Witold Bańka, polski lekkoatleta, polityk, minister sportu i turystyki
  - Anna Gzyra, polska aktorka
  - Anna Pamuła, polska koszykarka
  - Ashlee Simpson, amerykańska piosenkarka
  - Gonçalo Uva, portugalski rugbysta
  - Gary Neal, amerykański koszykarz
- 4 października:
  - Jelena Katina, rosyjska piosenkarka, członkini zespołu t.A.T.u.
  - Karolina Tymińska, polska lekkoatletka, wieloboistka
- 5 października:
  - Iryna Brémond, francuska tenisistka
  - Clint Jones, amerykański skoczek narciarski
  - Laura Mononen, fińska biegaczka narciarska
  - Brooke Valentine, amerykańska piosenkarka
- 6 października – Adina Anton, rumuńska lekkoatletka, skoczkini w dal
- 7 października – Ni Lar San, birmańska lekkoatletka, biegaczka
- 9 października – Valentina Fiorin, włoska siatkarka
- 10 października:
  - Chiaki Kuriyama, japońska modelka, aktorka
  - Elana Meyers-Taylor, amerykańska bobsleistka i rugbystka
  - Anna Stienkowa, rosyjska wspinaczka sportowa
- 11 października:
  - Jane Zhang, chińska piosenkarka
  - Sandra Piršić, słoweńska koszykarka
- 13 października – Laura Tibitanzl, niemiecka wioślarka
- 14 października:
  - Swietłana Bolszakowa, rosyjska lekkoatletka, trójskoczkini
  - Marek Poznański, polski archeolog, polityk, poseł na Sejm RP
  - Alex Scott, angielska piłkarka
  - Marek Subocz, polski nauczyciel, polityk, wicewojewoda zachodniopomorski
  - Jared Jordan, amerykański koszykarz
  - Ali Bouachium, algierski zapaśnik walczący w stylu klasycznym
- 15 października – Lucie Mühlsteinová, czeska siatkarka
- 16 października:
  - Izabela Hobot, polska biathlonistka
  - Melissa Lauren, francuska aktorka pornograficzna
  - Tiffany Tyrała, polska biathlonistka
- 18 października:
  - Anna McNuff, brytyjska wioślarka
  - Milena Sadurek, polska siatkarka
  - Lindsey Vonn, amerykańska narciarka alpejska
- 19 października – Marta Dąbrowska, polska aktorka
- 20 października – Justyna Mudy, polska lekkoatletka, biegaczka długodystansowa
- 21 października:
  - Anna Bogdanowa, rosyjska lekkoatletka, wieloboistka
  - Małgorzata Kamińska, polska judoczka
  - Marcin Ociepa, polski polityk, poseł, sekretarz stanu w Ministerstwie Przedsiębiorczości i Technologii
  - Silvio Heinevetter, niemiecki piłkarz ręczny
- 22 października – Anca Pop, rumuńska piosenkarka (zm. 2018)
- 23 października – Luana de Paula, brazylijska siatkarka
- 24 października
  - Sultana Frizell, kanadyjska lekkoatletka, młociarka
  - Fredrika Stahl, szwedzka piosenkarka, autorka tekstów
  - Tomasz Stępień, polski rugbysta
- 25 października:
  - Paule Baudouin, francuska piłkarka ręczna
  - Tícia Gara, węgierska szachistka
  - Sara Lumholdt, szwedzka piosenkarka
  - Marija Lwowa-Biełowa, rosyjska polityk, zbrodniarka wojenna
  - Mimicat, portugalska piosenkarka, kompozytorka
  - Katy Perry, amerykańska piosenkarka, kompozytorka, aktorka
  - Marko Primorac, chorwacki ekonomista, wykładowca akademicki, minister finansów i wicepremier
  - Slavica Semenjuk, serbska lekkoatletka, tyczkarka
  - Karolina Šprem, chorwacka tenisistka
- 27 października – Ewa Pikosz, polska motocyklistka enduro
- 28 października:
  - Kang Hye-sun, północnokoreańska lekkoatletka, skoczkini w dal i trójskoczkini
  - Jake Reese, holenderski piosenkarz, autor tekstów, kompozytor, producent muzyczny
- 29 października – Aleksandra Goniewicz, polska siatkarka
- 30 października – Melinda Owen, amerykańska lekkoatletka, tyczkarka
- 31 października:
  - Scott Clifton, amerykański aktor, muzyk i wideobloger
  - Hanna Hilton, amerykańska aktorka pornograficzna
- 2 listopada – Julia Stegner, niemiecka modelka
- 4 listopada:
  - Elisha Thomas, amerykańska siatkarka
  - Aleksandra Żelichowska, polska łyżwiarka figurowa
- 5 listopada
  - Deniz Akkoyun, holenderska modelka, aktorka pochodzenia tureckiego
  - Emilia Dębska, polska aktorka
  - Olga Sarzyńska, polska aktorka
- 6 listopada – Annie Cruz, amerykańska aktorka pornograficzna
- 7 listopada
  - Monika Dikow, polska judoczka
  - Amelia Vega, dominikańska modelka, laureatka konkursu Miss Universe
- 8 listopada – Nadja Schaus, niemiecka siatkarka
- 9 listopada
  - Suzana Ćebić, serbska siatkarka
  - Delta Goodrem, australijska piosenkarka, aktorka
  - Koo Hye-sun, południowokoreańska aktorka, piosenkarka, reżyserka
  - Edyta Kuczyńska, polska wokalistka, kompozytorka
  - Maciej Starnawski, polski wokalista, chórzysta, multiinstrumentalista, muzyk sesyjny
- 10 listopada:
  - Mikołaj Radwan, polski aktor
  - Magdalena Ufnal, polska sztangistka
  - Olga Zajcewa, rosyjska lekkoatletka, sprinterka i skoczkini w dal
- 11 listopada:
  - Hilton Armstrong, amerykański koszykarz
  - Yusidey Silié, kubańska siatkarka
  - Agnieszka Szymańczak, polska biegaczka narciarska
- 12 listopada:
  - Karla da Silva, brazylijska lekkoatletka, tyczkarka
  - Yan Zi, chińska tenisistka
- 13 listopada
  - Sarah Rose Karr, amerykańska aktorka
  - Yargelis Savigne, kubańska lekkoatletka, trójskoczkini i skoczkini w dal
- 14 listopada:
  - Jekatierina Kriwiec, rosyjska siatkarka
  - Marija Šerifović, serbska piosenkarka, zwyciężczyni 52 Konkursu Piosenki Eurowizji w Helsinkach
- 15 listopada:
  - Dorota Janowska, polska tancerka
  - Tina Periša, chorwacka koszykarka
- 16 listopada – Karol Pilecki, polski prawnik i samorządowiec, członek zarządu województwa podlaskiego
- Aleksandra Bednarz, polska aktorka
- 17 listopada – Amanda Evora, amerykańska łyżwiarka figurowa
- 18 listopada
  - Aleksander Ihnatowicz, polski aktor
  - Anna Loerper, niemiecka piłkarka ręczna
- 19 listopada – Fiodor Dmitrijew, rosyjski koszykarz
- 20 listopada:
  - Romana Kasperkiewicz, polska judoczka
  - Moe Meguro, japońska curlerka
  - Cartier Martin, amerykański koszykarz
  - Kamila Skrzyniarz, polska piłkarka ręczna
- 21 listopada:
  - Jena Malone, amerykańska aktorka
  - Josh Boone, amerykański koszykarz
- 22 listopada – Scarlett Johansson, amerykańska aktorka, wokalistka
- 23 listopada:
  - Lucas Grabeel, amerykański aktor, piosenkarz
  - Grzegorz Proksa, polski bokser
  - Kacper Tekieli, polski wspinacz i instruktor wspinaczki sportowej (zm. 2023)
- 24 listopada
  - Zuzana Bergrová, czeska lekkoatletka, sprinterka i płotkarka
  - Lindsay Ellis, amerykańska pisarka science fiction, krytyczka filmowa, youtuberka
  - Maria Höfl-Riesch, niemiecka narciarka alpejska
  - Lisa Nordén, szwedzka triathlonistka
  - Xu Haiyan, chińska zapaśniczka
- 26 listopada – Ana Maria Popescu, rumuńska szpadzistka
- 27 listopada:
  - Sanna Nielsen, szwedzka piosenkarka, uczestniczka Konkursu Piosenki Eurowizji 2014 w Kopenhadze
  - Balthasar Schneider, austriacki skoczek narciarski
  - Helena Sujecka, polska aktorka
  - Lindsey Van, amerykańska skoczkini narciarska
- 28 listopada:
  - Amber Hearn, nowozelandzka piłkarka
  - Martina Stella, włoska aktorka
  - Mary Elizabeth Winstead, amerykańska aktorka
- 30 listopada:
  - Erke Esmachan, kazachska piosenkarka
  - Gergana, bułgarska piosenkarka
  - Tiago Girão, portugalski rugbysta
  - Katarzyna Kołeczek, polska aktorka
  - Kaciaryna Litwinawa, białoruska modelka
  - Dawid Nowak, polski piłkarz
  - Olga Rypakowa, kazachska lekkoatletka, skoczkini w dal i trójskoczkini
- 1 grudnia – Charles Michael Davis, amerykański aktor, model i producent
- 2 grudnia:
  - Jennifer Ciochetti, kanadyjska bobsleistka
  - Anna David, duńska piosenkarka
  - Mamadou Alimou Diallo, gwinejski piłkarz
  - Hind, holenderska piosenkarka
  - Natalya Məmmədova, azerska siatkarka
  - Aleksandar Mladenović, serbski koszykarz
  - Carlos Sánchez, urugwajski piłkarz
  - Aleksandra Uścińska, polska taekwondzistka
- 4 grudnia – Brooke Adams, amerykańska modelka i wrestlerka
- 5 grudnia:
  - Natalia Małaszewska, polska koszykarka
  - Wolha Palczeuska, białoruska siatkarka
  - Roko Ukić, chorwacki koszykarz
- 6 grudnia – Adam Szłapka, polski politolog, samorządowiec, polityk, poseł na Sejm RP
- 7 grudnia:
  - Łukasz Wiśniewski, polski koszykarz
  - Robert Kubica, polski kierowca wyścigowy
  - Céline Laporte, francuska lekkoatletka, wieloboistka
- 8 grudnia – Emma Green-Tregaro, szwedzka lekkoatletka, skoczkini wzwyż
- 10 grudnia:
  - Edina Gallovits-Hall, amerykańska tenisistka
  - Zane Eglīte, łotewska koszykarka
- 11 grudnia:
  - Rachel Bragg, brytyjska siatkarka
  - Sandra Echeverría, meksykańska aktorka, piosenkarka
  - Natalia Martins, brazylijska siatkarka
- 12 grudnia:
  - Daniel Agger, duński piłkarz
  - Angelique Widjaja, indonezyjska tenisistka
- 13 grudnia
  - Amal El-Mohtar, kanadyjska pisarka, poetka, krytyk literacki pochodzenia libańskiego
  - Joanna Moro, polska aktorka
- 14 grudnia:
  - Jackson Rathbone, amerykański aktor
  - Honorata Witańska, polska aktorka
- 15 grudnia – Amel Bensemain, francuska judoczka
- 16 grudnia
  - Filomena Cautela, portugalska aktorka, prezenterka telewizyjna
  - Davita Prendergast, jamajska lekkoatletka, sprinterka
  - Aleksander Prugar, polski przedsiębiorca, designer, fotograf
- 17 grudnia
  - Josefin Neldén, szwedzka aktorka
  - Michał Rajkowski, polski żużlowiec
  - Tennessee Thomas, amerykańska perkusistka, aktorka
  - Shannon Woodward, amerykańska aktorka
- 18 grudnia – Galina Woskobojewa, kazachska tenisistka
- 19 grudnia – Campese Maʻafu, fidżyjski rugbysta
- 20 grudnia:
  - Sachiko Masumi, japońska lekkoatletka, skoczkini w dal
  - Emilia Mikue Ondo, lekkoatletka z Gwinei Równikowej, biegaczka
  - Abderahmane El Houasli, marokański piłkarz
- 21 grudnia – Katarzyna Sanak-Kosmowska, polska teoretyczka marketingu
- 22 grudnia – Basshunter, szwedzki piosenkarz, producent muzyczny i DJ
- 23 grudnia – Alison Sudol, amerykańska piosenkarka
- 25 grudnia:
  - Katarzyna Kryczało, polska florecistka
  - bliźniaczki Jessica Louise i Lisa Marie Origliasso, The Veronicas
- 28 grudnia:
  - Rosir Calderón Díaz, kubańska siatkarka
  - Maggie Civantos, hiszpańska aktorka
  - Jelena Iwaszczenko, rosyjska judoczka (zm. 2013)
  - Kimberley Mickle, australijska lekkoatletka, oszczepniczka
  - Jodi Unger, amerykańska lekkoatletka, tyczkarka
  - Sandra Ygueravide, hiszpańska koszykarka
- 29 grudnia – Prisilla Rivera, dominikańska siatkarka
- 30 grudnia – LeBron James, amerykański koszykarz
- 31 grudnia – Alejandra Lazcano, meksykańska aktorka

## Zdarzenia astronomiczne
- 11 maja – z powierzchni Marsa był widoczny tranzyt Ziemi i Księżyca na tle tarczy słonecznej
- 30 maja – obrączkowe zaćmienie Słońca
- 22 listopada – całkowite zaćmienie Słońca

## Nagrody Nobla
- z fizyki – Carlo Rubbia, Simon van der Meer
- z chemii – Robert Bruce Merrifield
- z medycyny – Niels K. Jerne, Georges Köhler, César Milstein
- z literatury – Jaroslav Seifert
- nagroda pokojowa – Desmond Tutu
- z ekonomii – Richard Stone

## Święta ruchome
- Tłusty czwartek: 1 marca
- Ostatki: 6 marca
- Popielec: 7 marca
- Niedziela Palmowa: 15 kwietnia
- Pamiątka śmierci Jezusa Chrystusa: 15 kwietnia
- Wielki Czwartek: 19 kwietnia
- Wielki Piątek: 20 kwietnia
- Wielka Sobota: 21 kwietnia
- Wielkanoc: 22 kwietnia
- Poniedziałek Wielkanocny: 23 kwietnia
- Wniebowstąpienie Pańskie: 31 maja
- Zesłanie Ducha Świętego: 10 czerwca
- Boże Ciało: 21 czerwca